# 滿族服飾
滿族服飾，又称旗裝或满装，近代另有滿洲服、滿服之称，是滿族的傳統民族服裝，當中又以滿族長袍和馬褂為代表。滿族建立清朝後，推行剃髮易服政策，不但使漢族人於近代的服飾產生較之前歷代明顯的變化，對清朝境內以及周邊國家的众多民族的服飾發展也有頗大影響。長袍和马褂在近代演变为長衫、旗袍和唐装，被视作中国元素的代表之一。

## 特點
满裝的特点主要是厂字大襟、窄袖、捻襟、带扣袢、，窄袖前端接有一个半月形的袖头，因形状酷似马蹄，漢語俗称马蹄袖（穆麟德轉寫：wahan）。平时穿着将袖头挽起，作战或围猎之时放下，冬季还可以起到禦寒作用。
帽飾常見有紅頂戴。

## 體衣

### 長袍
滿族長袍（穆麟德轉寫：sijigiyan），又稱旗袍、長衫、大褂，是滿族一種傳統長袍。「旗袍」原意指“旗人之袍”。
传统满族长袍的特点是圆领、右大襟、用盤扣繫結，通常為窄袖，男女老幼皆穿。男裝袖子末端平时挽起，需要暖手和行礼掸下，称“马蹄袖”、有時會繫腰带、下面前后左右开叉以便于骑射。穿滿族长袍時經常會外穿马褂、馬甲。
從現存的畫像中以及出土陪葬物顯示，清代前期的滿族女袍與男裝袍頗為接近，皆為低領窄袖的合身長袍，具騎射民族的特色。但隨著時間演進，穿著滿族長袍的漢人把漢服傳統中的寬袍大袖融入滿族長袍，其中最顯著的就是袖口與袍身都逐漸加寬成為筒狀。而滿族婦女的長袍，在衣料的紋樣方面也越趨繁複細緻，逐漸與男裝長袍有較明顯的差:65。至晚清咸豐、同治年間，旗服採用了大量的鑲滾邊飾，稱為“十八鑲”，同時見於漢族女裝。包括如衣襟、袖口到衣擺往往都鑲上與底料完全不同色彩紋樣的滾邊，這種流行的服裝式樣加上同樣出現於晚清的大拉翅成為晚清滿族婦女的典型形象。

### 馬褂
馬褂是一种长至肚脐的对襟短褂，通常穿在袍服外面，起初是在骑马作战时穿着，因而得名。无袖的称作马甲或坎肩，主要为八旗“军服”，之后随着清朝推行易服政策在中期普遍流行开来，成为礼服:65。

## 頭部

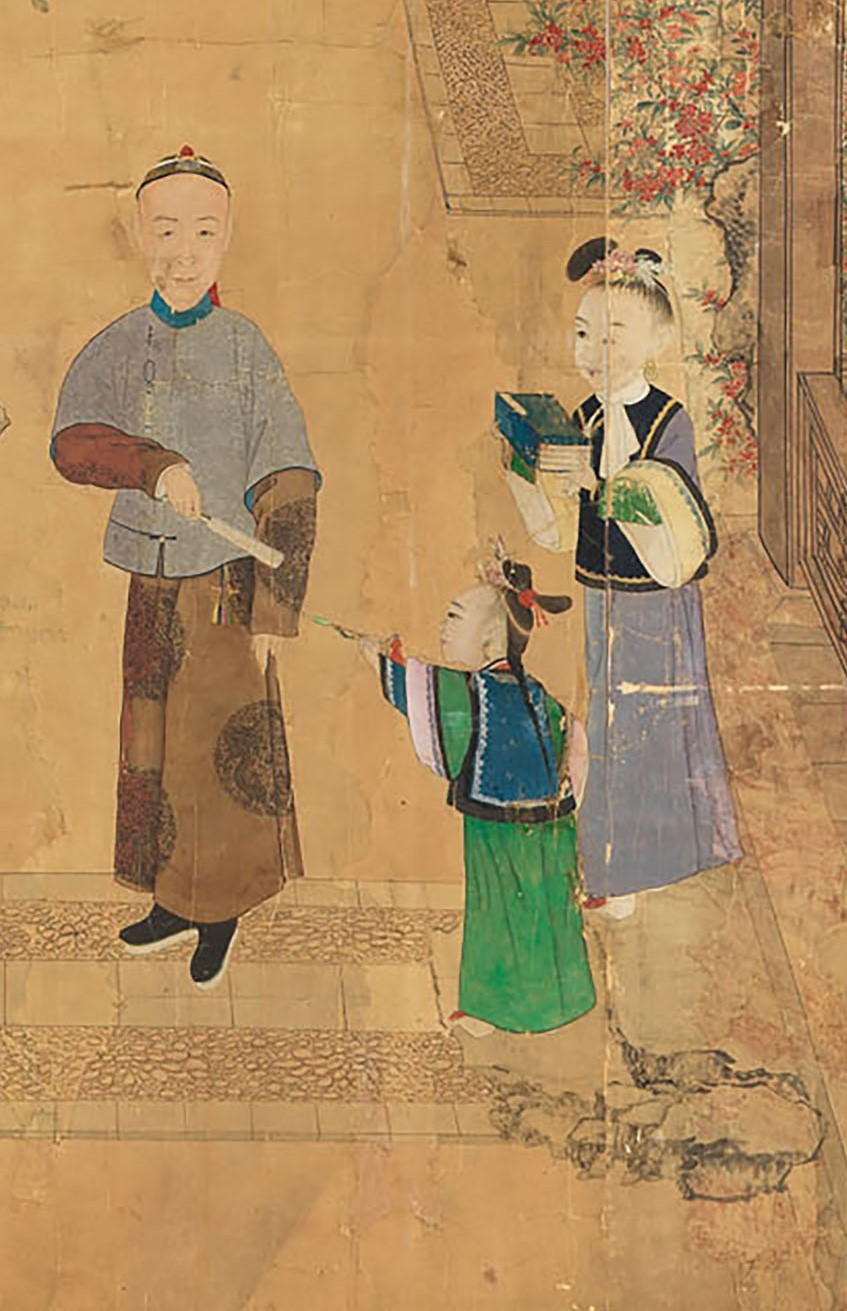
滿族成年男子與兩名女童，男子戴瓜皮帽，女童有剃髮

### 男性髮型
满族男子的传统发式是辫发。不同之处在于，满族发式是半剃半留，剃去周围的头发，只留颅后部分，再编成发辫。这种发式曾经随着清廷的剃发政策而推广至中原其他民族中去:66。中華民國建立之后，辫发令被正式废止，多改為西式髮型。

### 女性髮型與髮飾

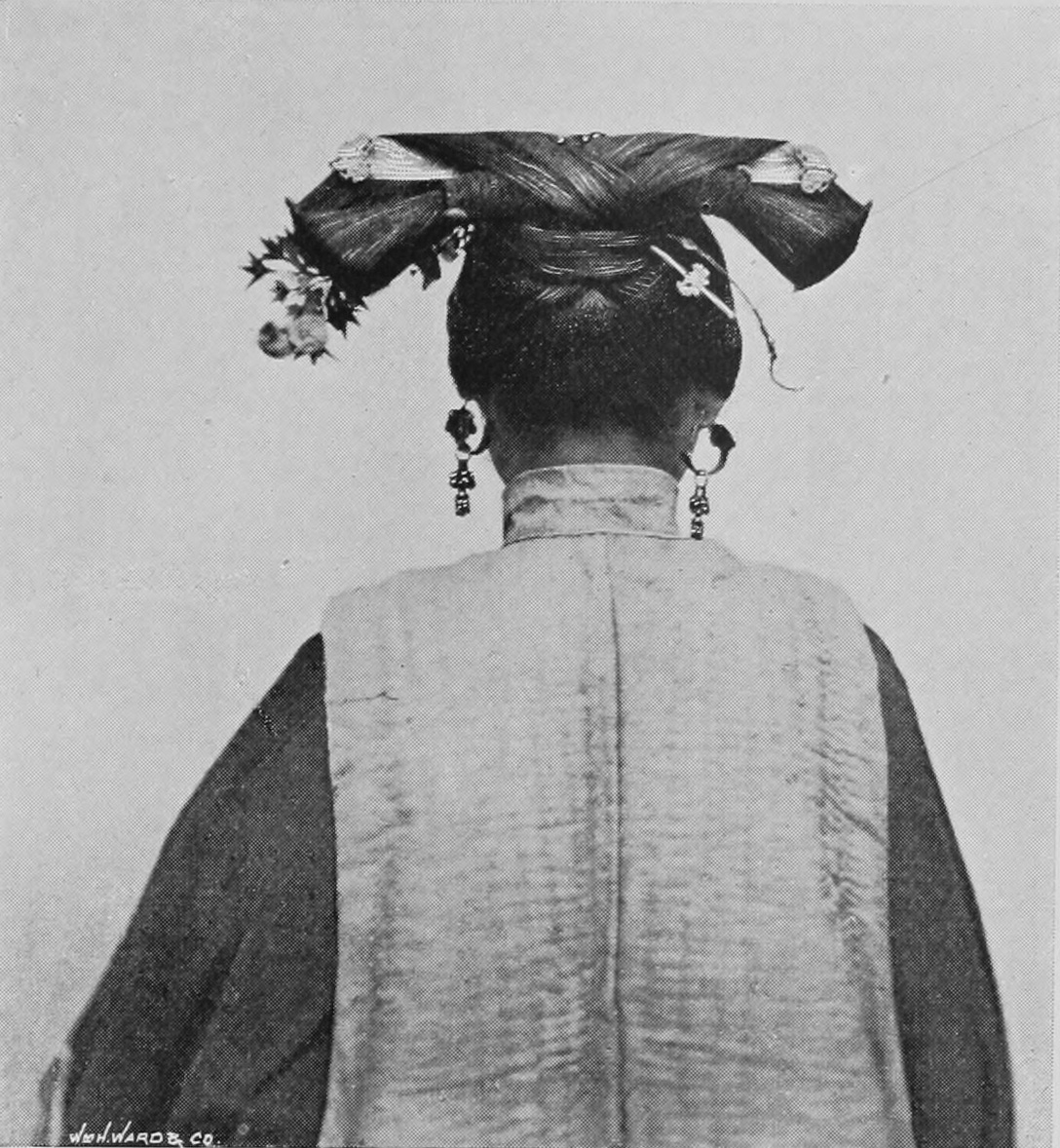
1871年至1872年期间拍摄的兩把頭背面，插上扁方

满族女子在年幼时候也像男子一样髡髮，样式也大致相同:193。少女時期开始蓄发，成年女性髮型式样很多，有水壺頭、高把頭、大盤頭、高粱頭、两把头等，两把头是其中最普遍的一种。梳这种发式要先将头发束到头顶，分成两绺，各绾成一个发髻，再将后部余发变成一个燕尾形的长扁髻，平时插入长约30厘米，宽约2-3厘米的名为“扁方”的長條形髮飾固定:174－193。
除了兩把頭外，扁方也用於其他髮型，高粱頭也要使用扁方，但尺寸較短和窄。宮廷、貴族的扁方使用金、翡翠、珊瑚、玳瑁等珍奢材料製作，民間扁方材質多用銀、銅、骨、木、竹等。扁方兩端常有紋飾，有些會以燒藍工藝裝飾，宮廷、貴族的扁方還會鑲珠嵌寶。
咸丰之后，两把头的样式逐渐增高，燕尾也越来越大。逐渐演变成真发、假发、发架组成的架子头，后又出現新的髮飾“大拉翅”。而二把头、架子头、大拉翅都归为旗头:88。大拉翅是一种形似六遍扇面的冠，长约30厘米，宽10厘米左右，以铜丝为骨架，青素缎、黑缎为面，上面再綴上花朵等飾物，多於重要场合佩戴:174-193
清宫后妃配合朝服、吉服有朝冠、吉服冠。她们及贵族妇女在日常生活中還會佩戴一種稱為鈿子的頭飾，用於罩起髮髻，於康熙中期已有雛型，晚期定型，到了雍正普及。鈿子由骨架、钿胎和钿花三部份組成。骨架以金属丝或藤編而成，用作鈿子的构形，外面包罩上以丝线、布或者纸制作的鈿胎，钿花是钿子上的装饰品，由点翠或者金属镶嵌宝石而成。

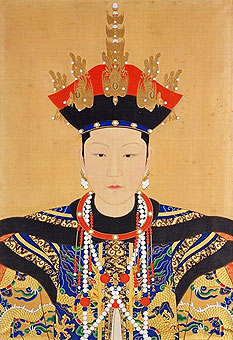
康熙朝，孝昭仁皇后朝服画像，佩戴朝冠
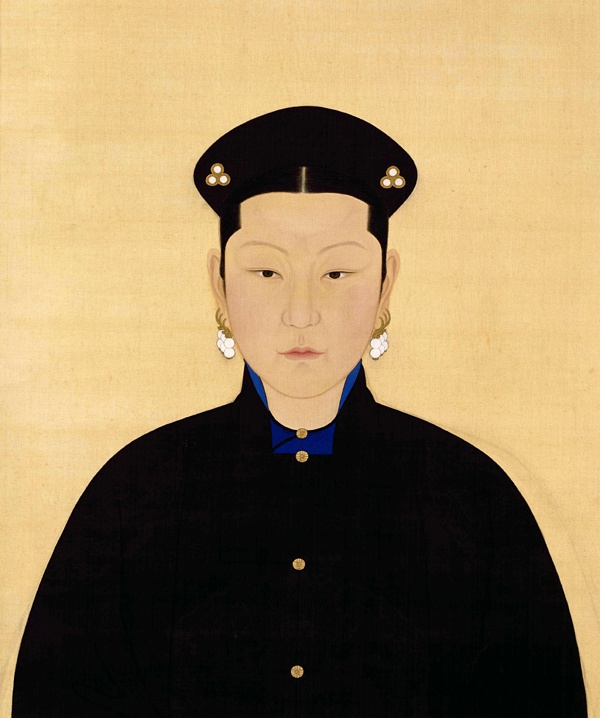
康熙朝，孝昭仁皇后常服画像，佩戴钿子，装饰简单
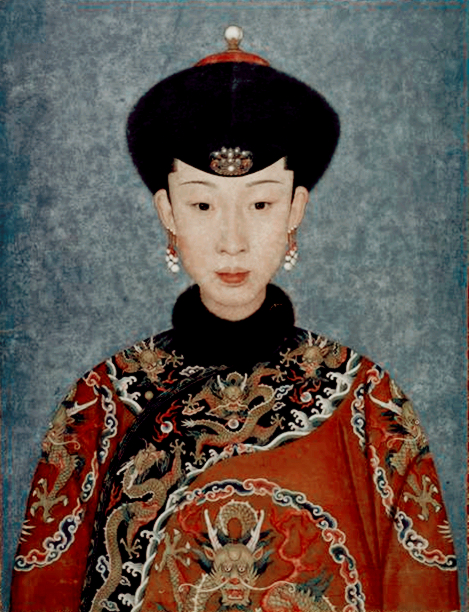
乾隆朝，孝儀純皇后吉服像，戴吉服冠
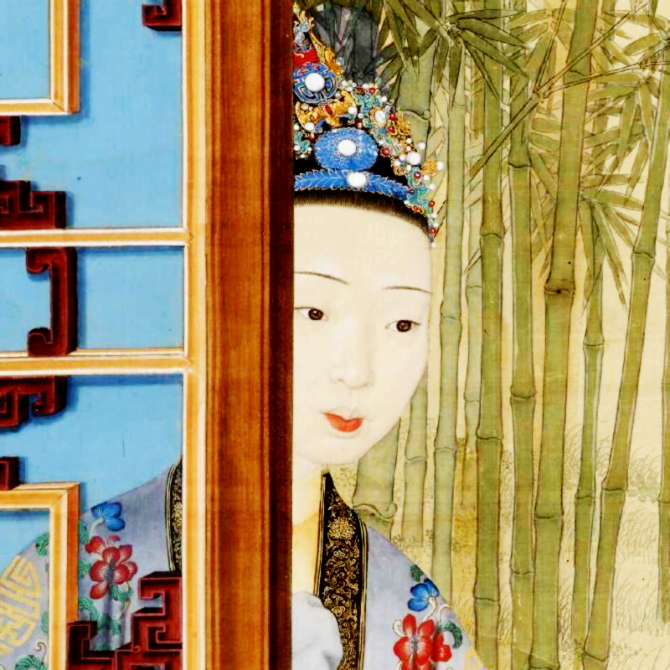
《乾隆帝妃与嘉庆帝幼年像轴》中戴鈿子的贵妇，她被认为是孝儀純皇后
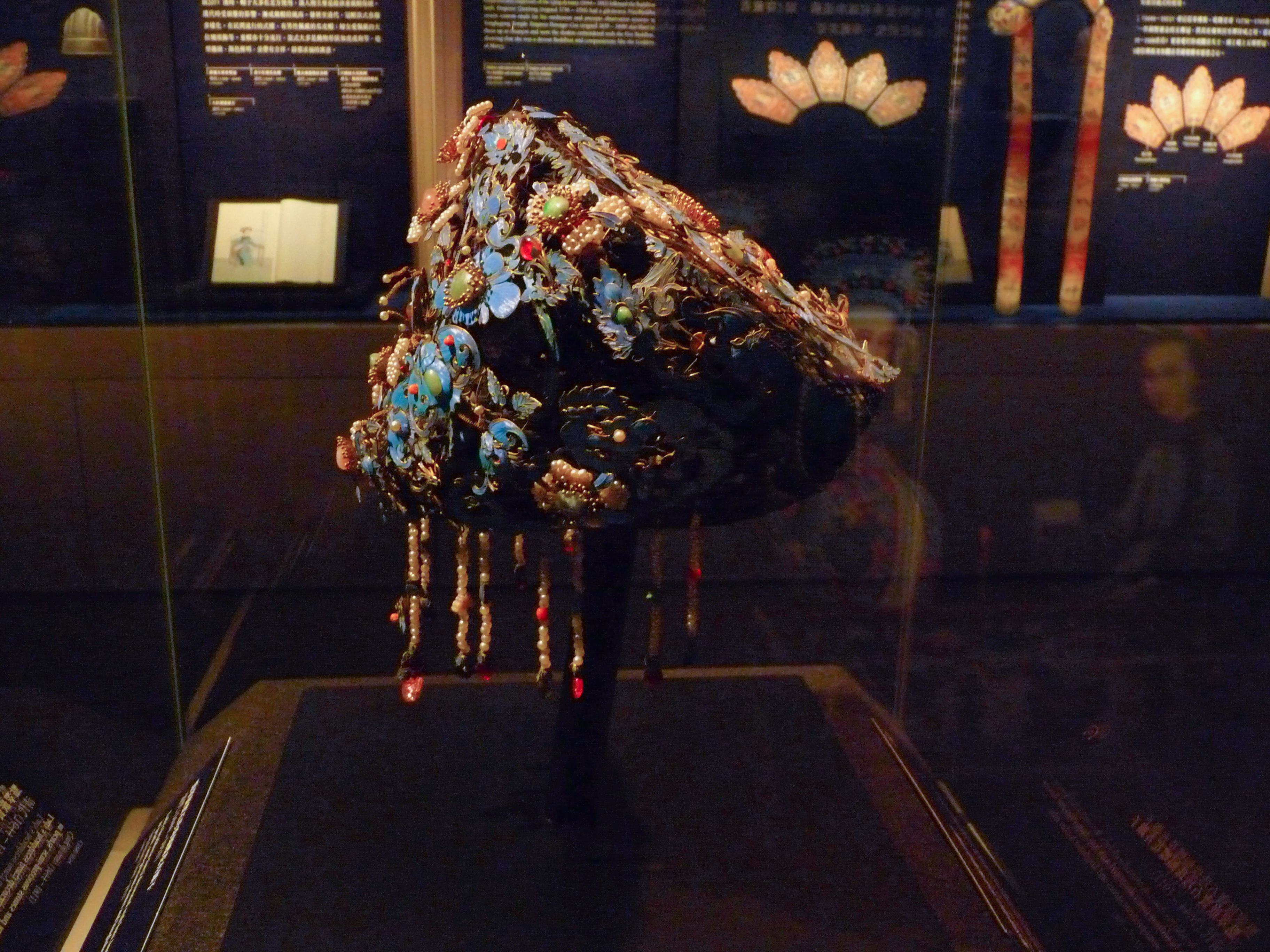
鈿子实物
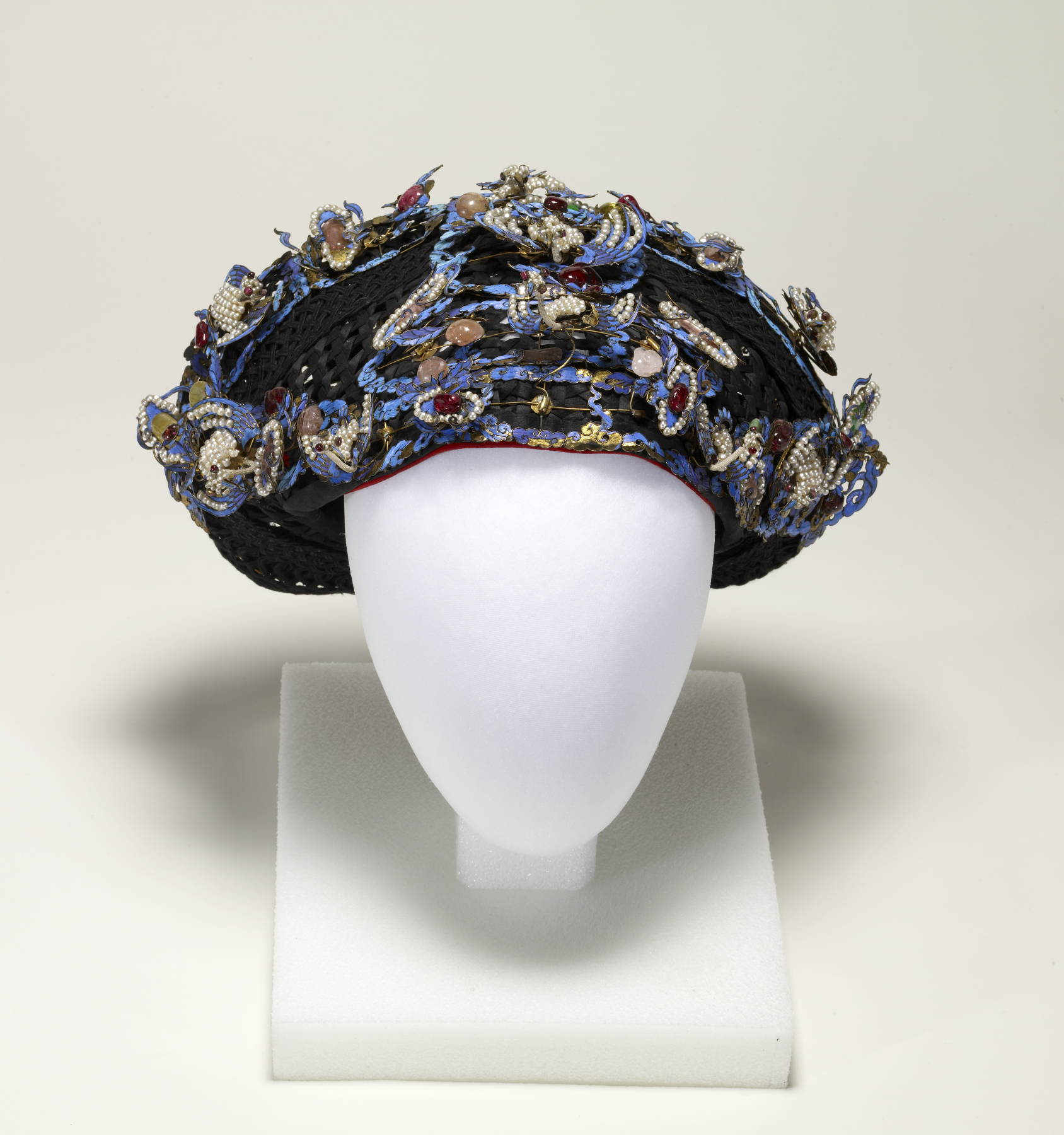
鈿子正面
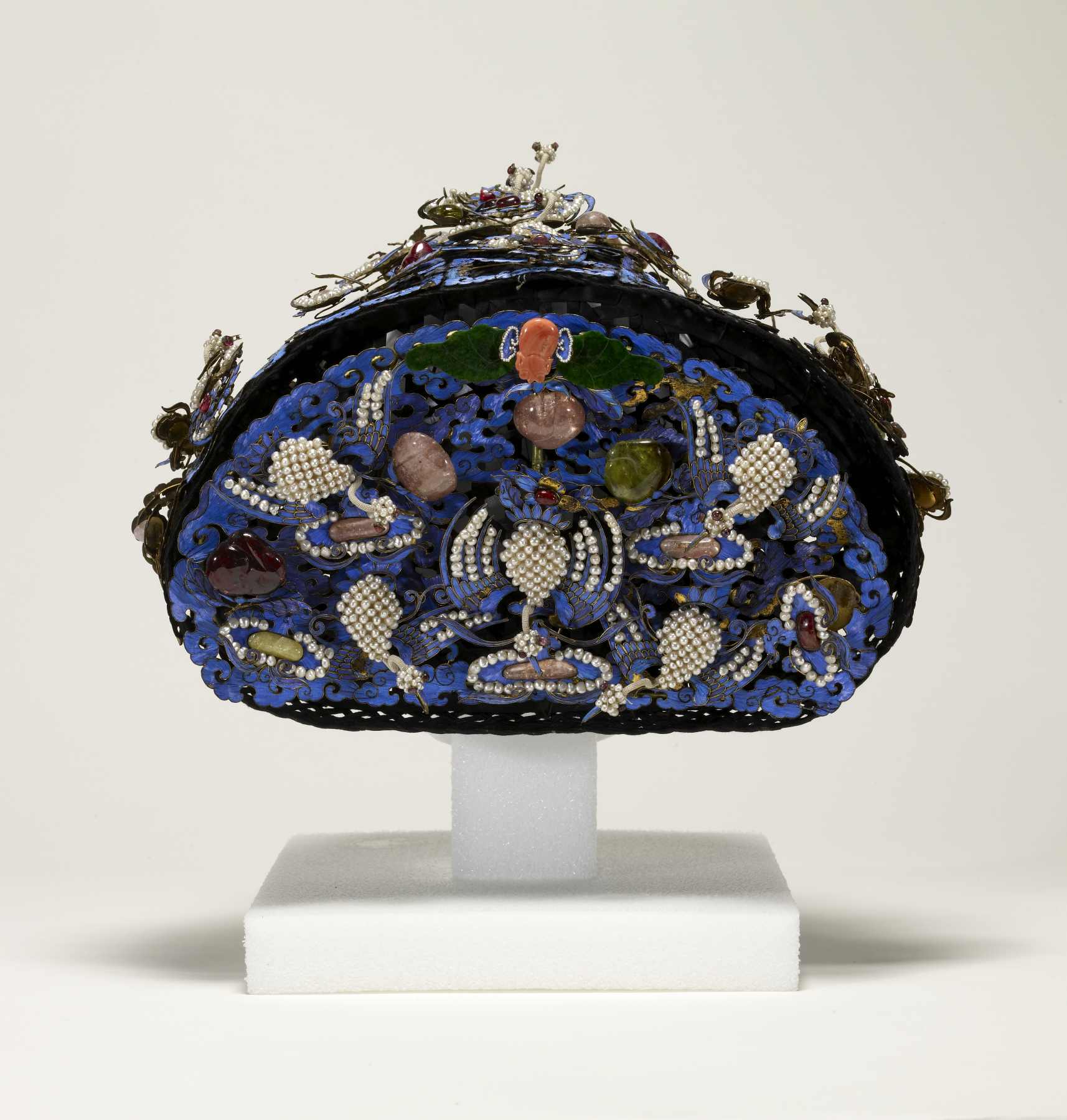
鈿子背面
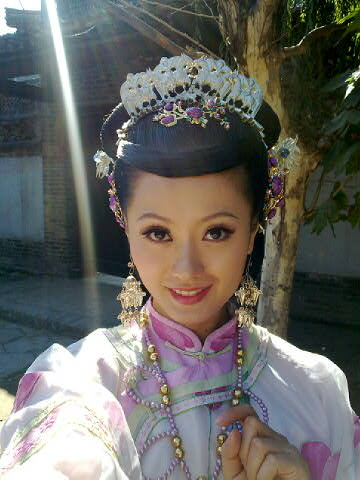
戴鈿子的女性，2009年拍摄
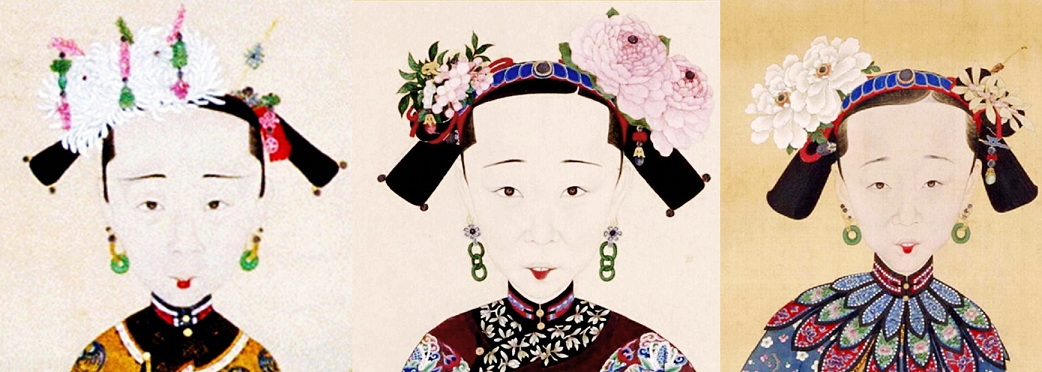
道光帝孝全成皇后画像——《喜溢秋庭图》、《璇宫春霭图》、《孝全成皇后便装像》中的二把頭发型。
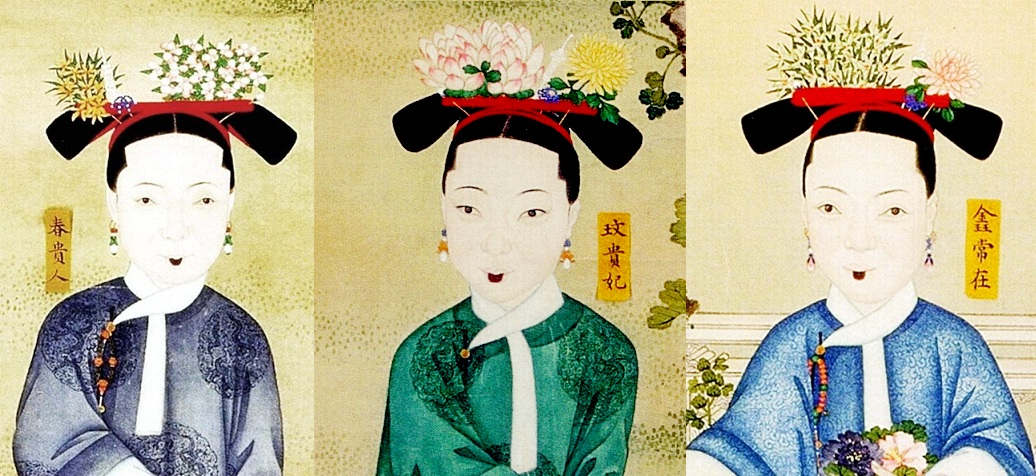
咸丰帝妃嫔画像——《玫贵妃春贵人行乐图》中，春贵人（瑃常在）、玫贵妃、鑫常在的二把頭发型。
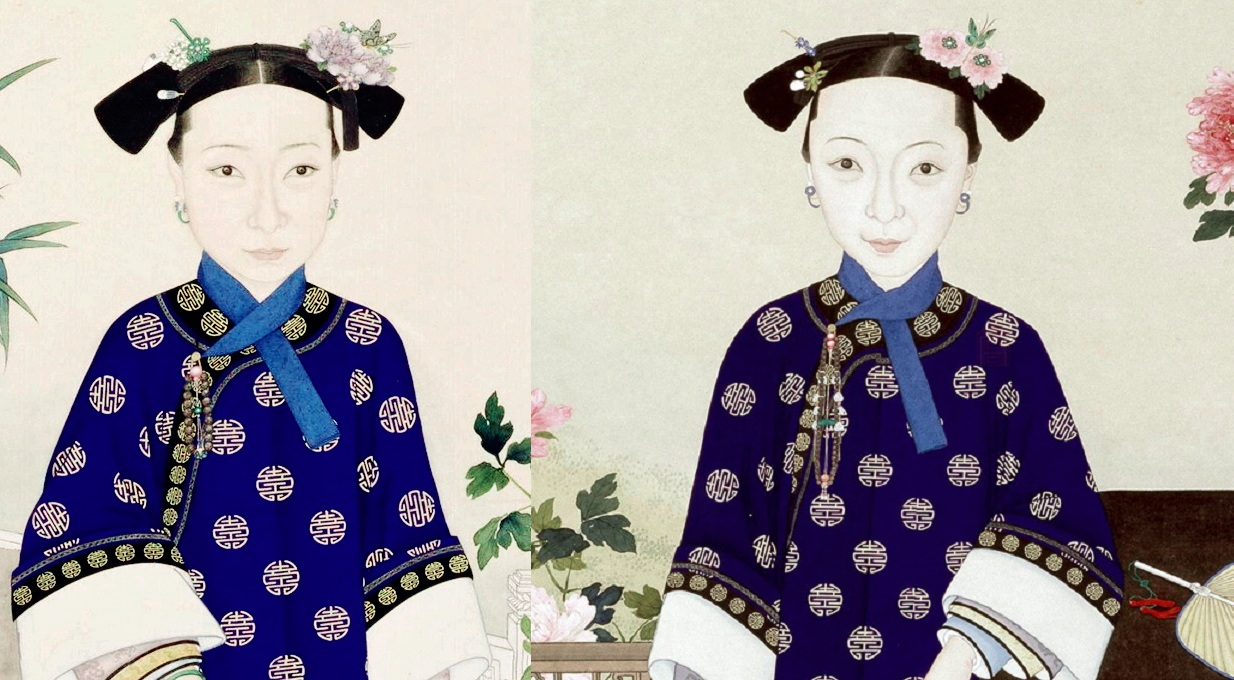
咸丰帝孝贞显皇后（慈安太后）画像——《慈竹延清图》、《璇闱日永图》中的二把頭发型。
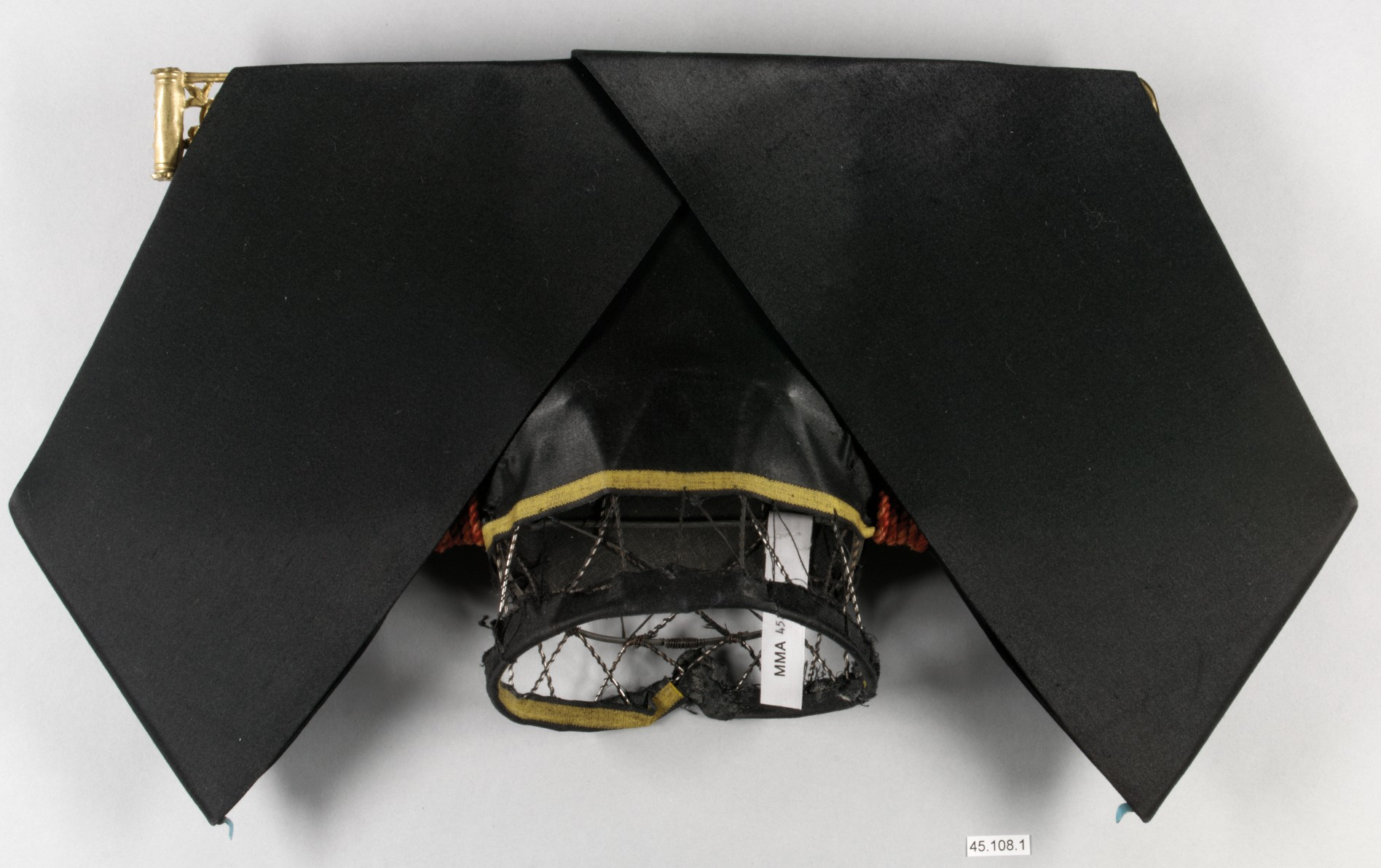
大拉翅实物

### 帽子
满族男女皆有戴帽子的传统，自幼时起就开始着帽
:27
。根据寒暑分为暖帽、凉帽两种，帽顶有红缨:67。入关以后，又吸收了明代的六合帽，俗称“瓜皮帽”:152。此外，还有毡帽、风帽、皮帽、耳套等不同式样的帽子:153－156。

### 耳飾

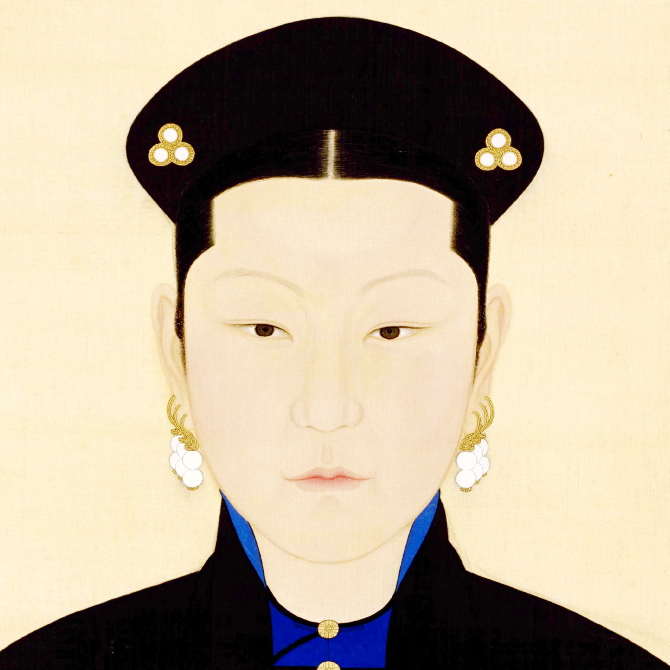
一耳三鉗的孝昭仁皇后

满族女子素有“一耳三钳”:19，也叫“一耳三环”:106，乾隆年间曾一度发展为“一耳五钳”:20。直至今日，仍可在年纪稍大的满族女性中见到傳統式一耳三钳之风:342。
男子也有扎耳孔的习惯，有在幼年时扎耳孔好养活的说法。与女子不同，男子一般只扎一个，带一个铜圈，但成年后大都不再佩戴”。

## 足部

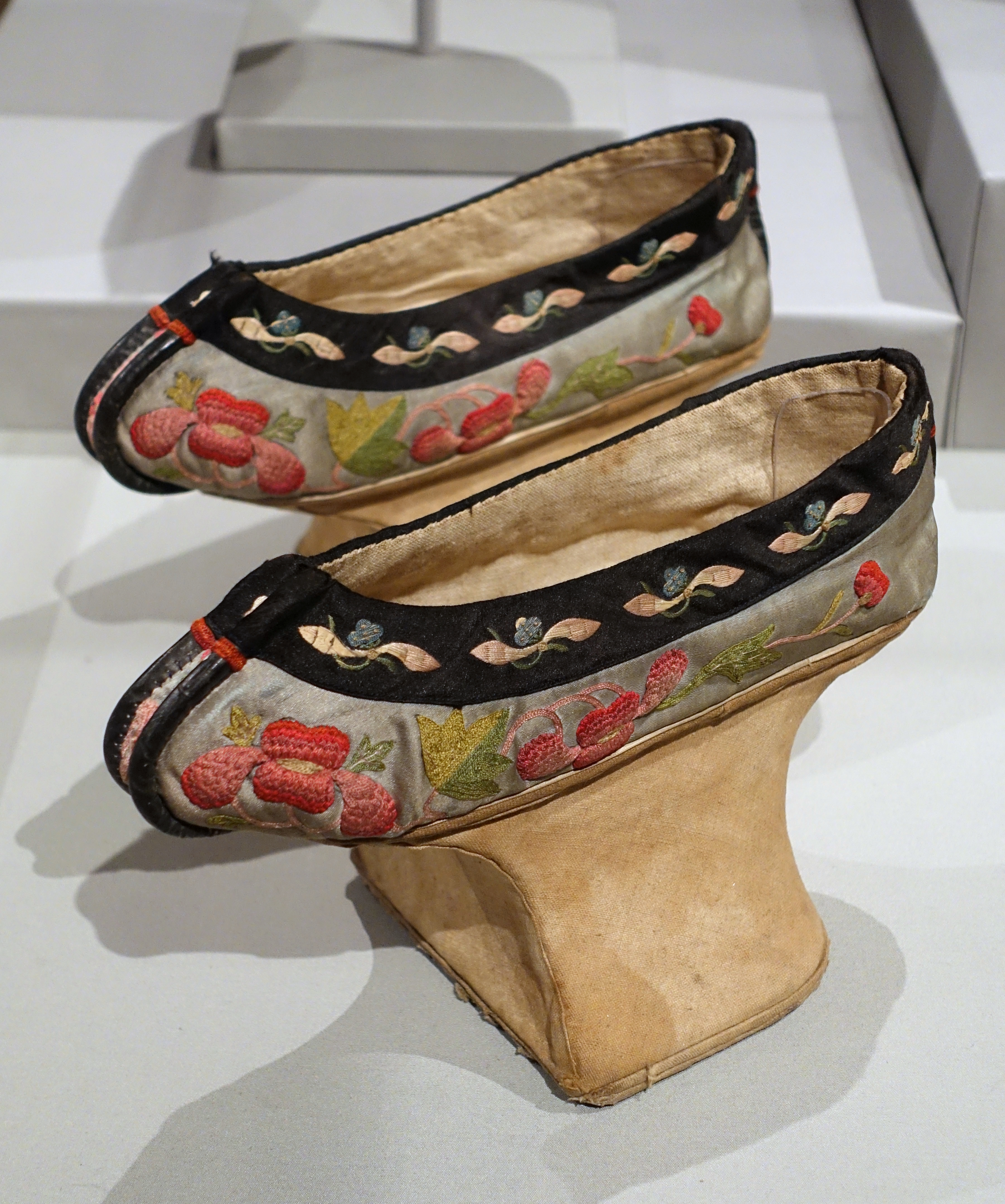
花盆底旗鞋

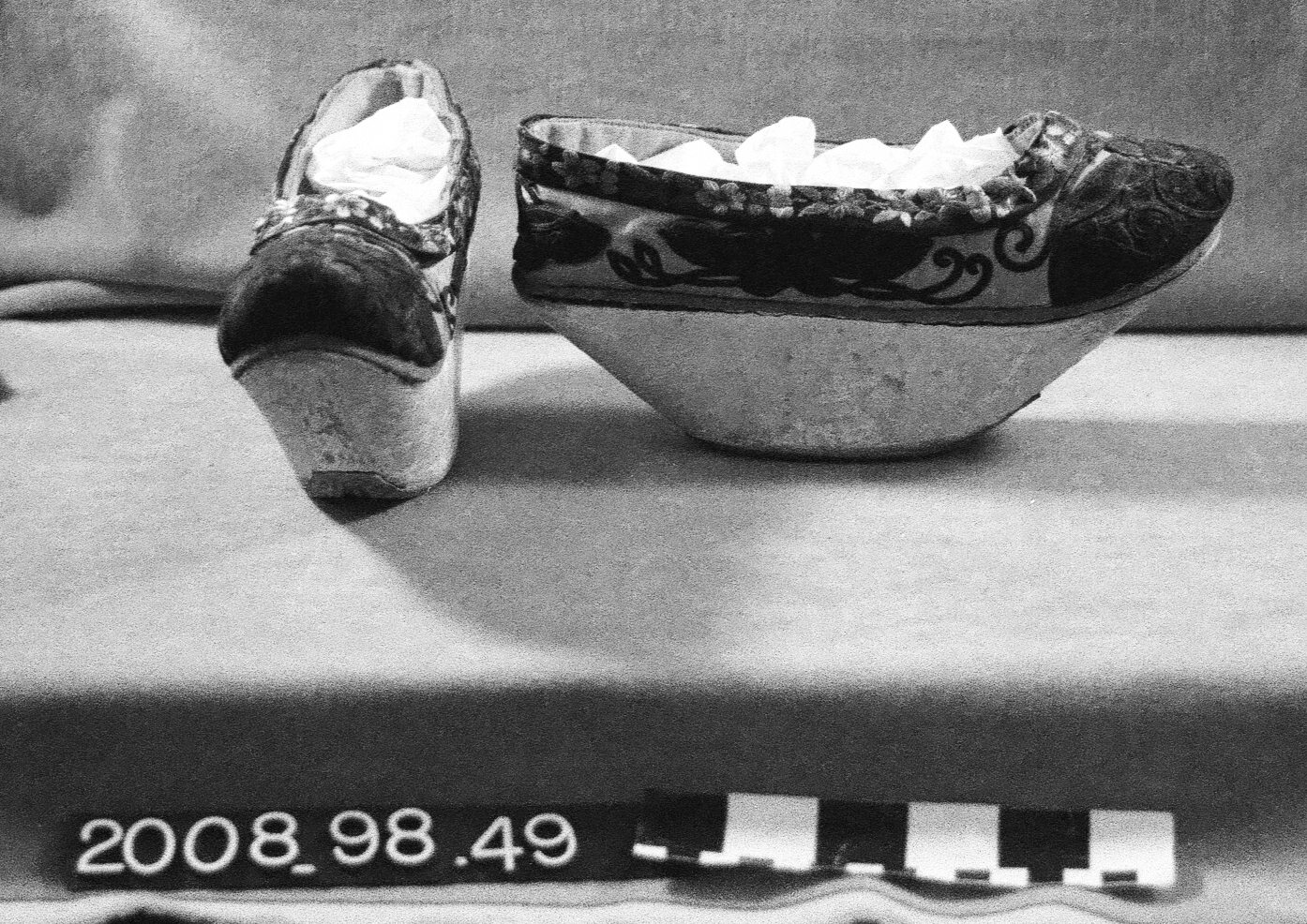
元寶底旗鞋

满族男子傳統鞋子常見有靴、布鞋或草鞋:157－158，又有一种名为靰鞡的鞋，它是由靰鞡草与牛皮或鹿皮缝制而成，在冬季可以御寒:70－71
女子没有缠足习惯，女式旗鞋通常分为平底和高底两种，平底鞋多为方口，有夹、绵之分；高底鞋主要根据鞋底的不同分为马蹄底、花盆、元宝底，鞋面则雷同。还有一种便鞋，在鞋跟較薄，便于行走:156－157。

## 其他配件

### 扳指

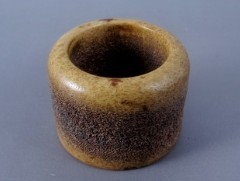
扳指

由于骑射风俗，满族男子还佩戴扳指（穆麟德轉寫：fergetun），入关前，主要使用鹿骨扳指，以有眼者为贵。入关后，逐渐发展为纯配饰，又新增了玉、象牙等材质。当时，满族对扳指尤为重视，男子几乎人手一枚。

### 指套

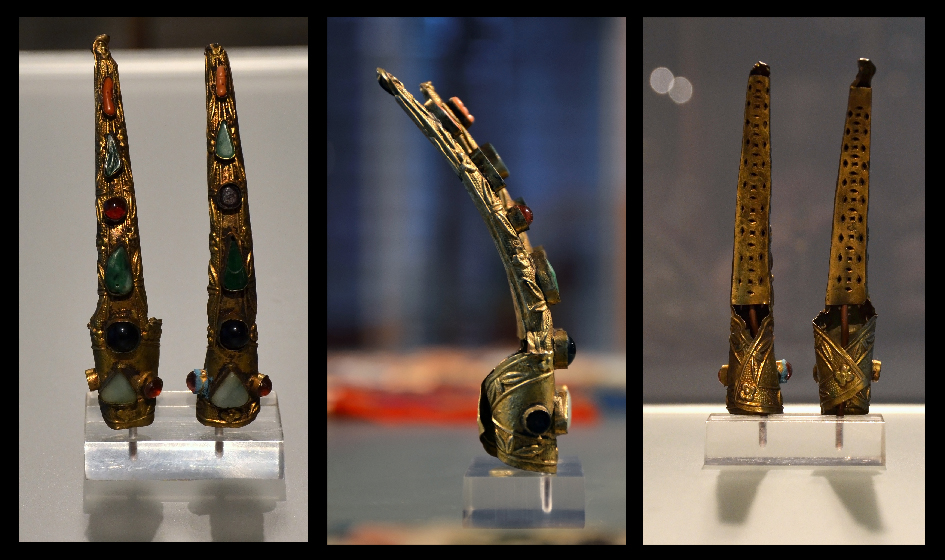
鑲有寶石的指套

指套是滿洲皇族及貴族女性的飾物，用作保護留長的指甲，使指甲長得又長又細，且是身份象徵，代表養尊處優不用辛苦工作。

### 腰帶

嘉慶帝金鑲黃碧璽吉服帶

滿族男性會使用腰帶，其材质主要为布料，上面會掛上荷包和其他飾物、工具如火鎌、牙籤筒、佩刀等。

## 歷史

### 早期
满族服饰承袭了其前身女真传统，早期尚白:64由于射猎生活的需要，无论男女均身着袍服。到十七世紀初，女真人借鑑蒙古服飾了，吸收了紅頂戴和箭袖等服飾特點。
在关外时期以皮毛制品为主，清朝入关后分为单、夹、皮、绵四种材质。

### 清代中晚期至二十世紀初期
辛亥革命以后，排满风潮正盛，中華民國境內满洲妇女除了因为性命关系，大都改穿汉女衣裙、衣褲，或改穿西式服裝，穿著傳統服飾者大幅減少。於俄羅斯生活的滿族人則沒有受影響，繼續穿著傳統服飾。滿洲國成立後，在滿洲國境內的滿族人再穿上傳統服裝。後來滿洲國雖然滅亡，原領土歸中華民國，政府因為主張五族共和，滿人亦逐漸穿回傳統服裝。

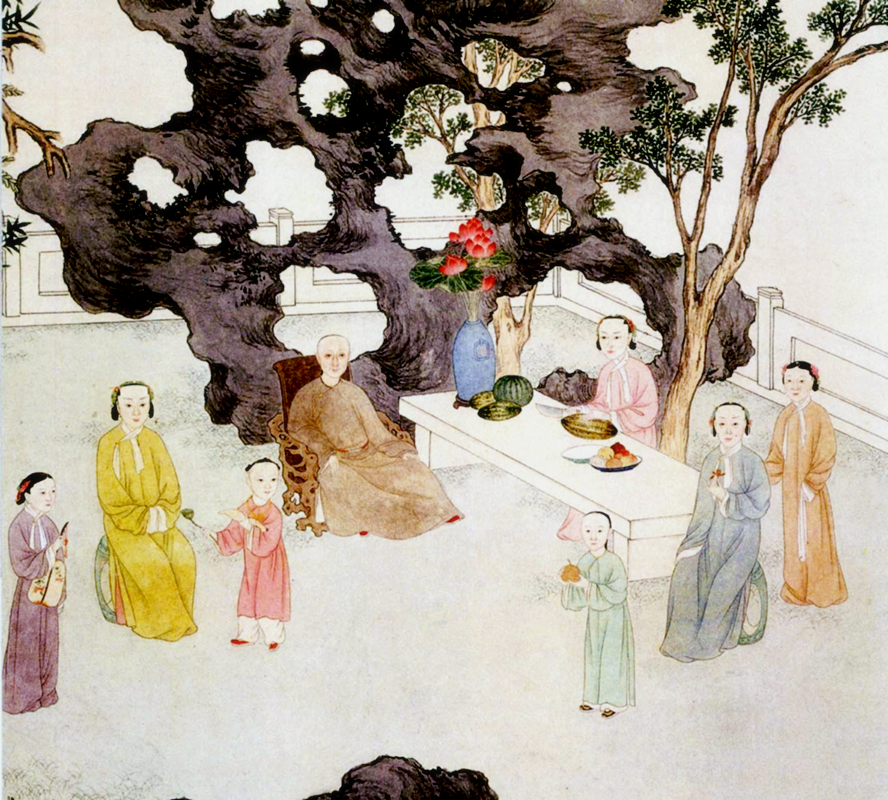
嘉庆时期 旗人家庭
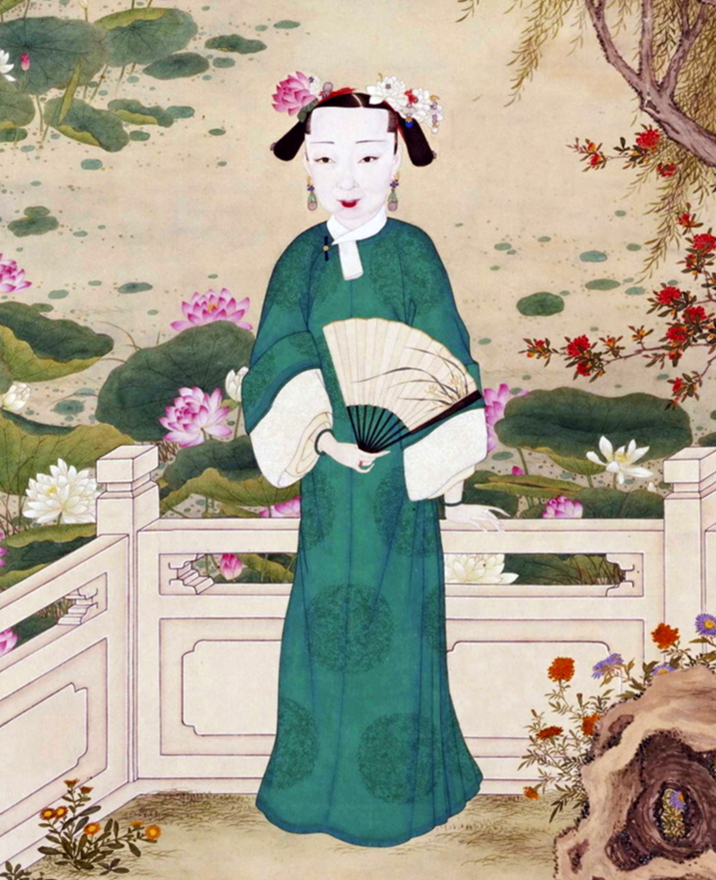
道光时期 孝慎皇后
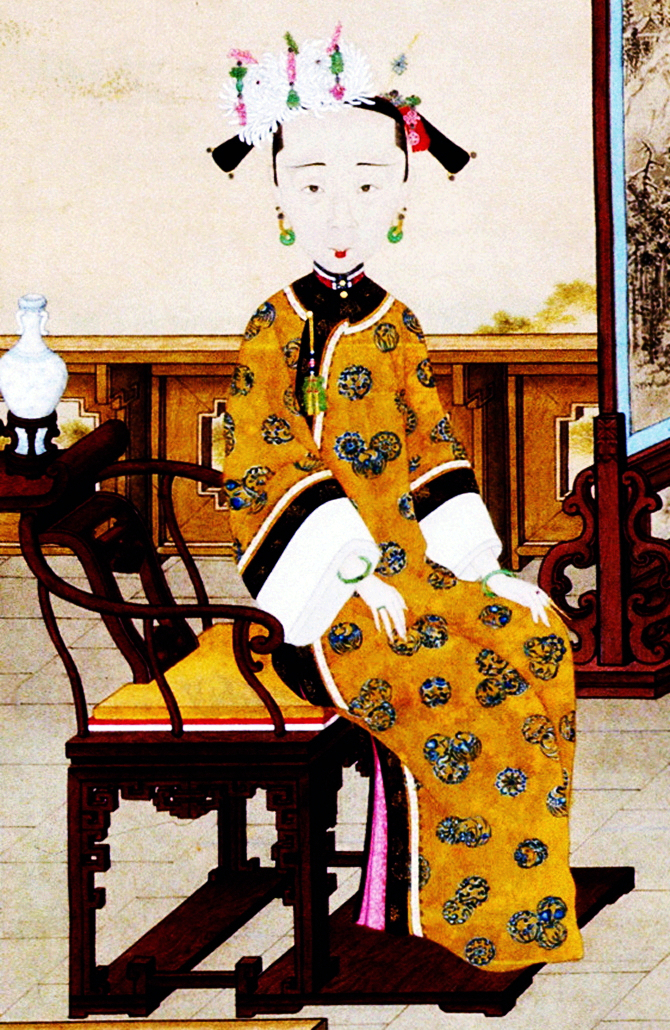
道光时期 孝全皇后
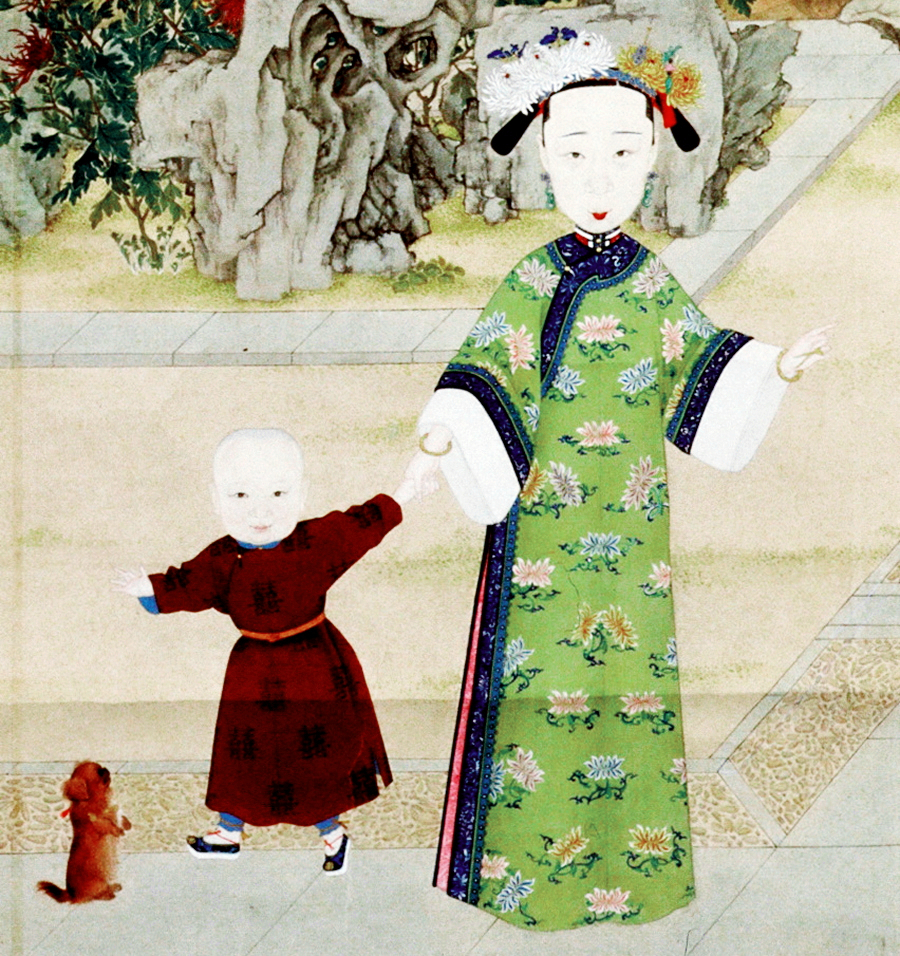
道光时期 静贵妃
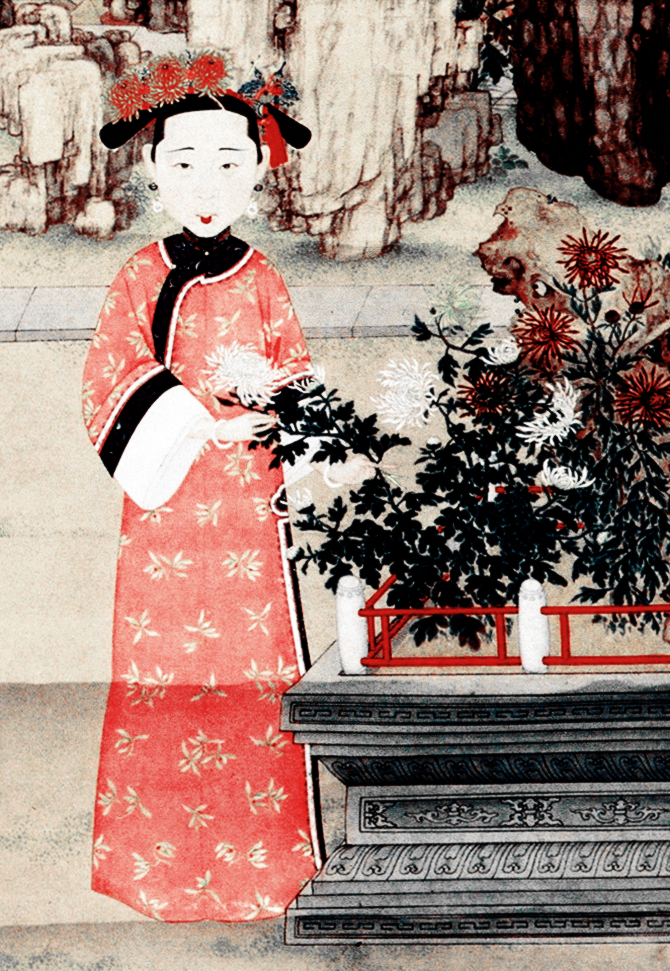
道光时期 祥妃
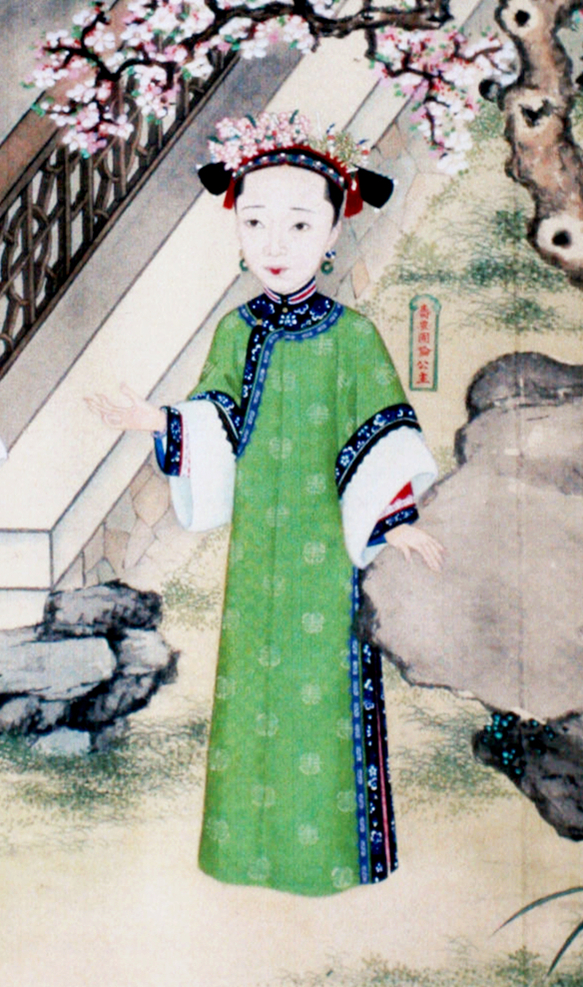
道光时期 寿安固伦公主
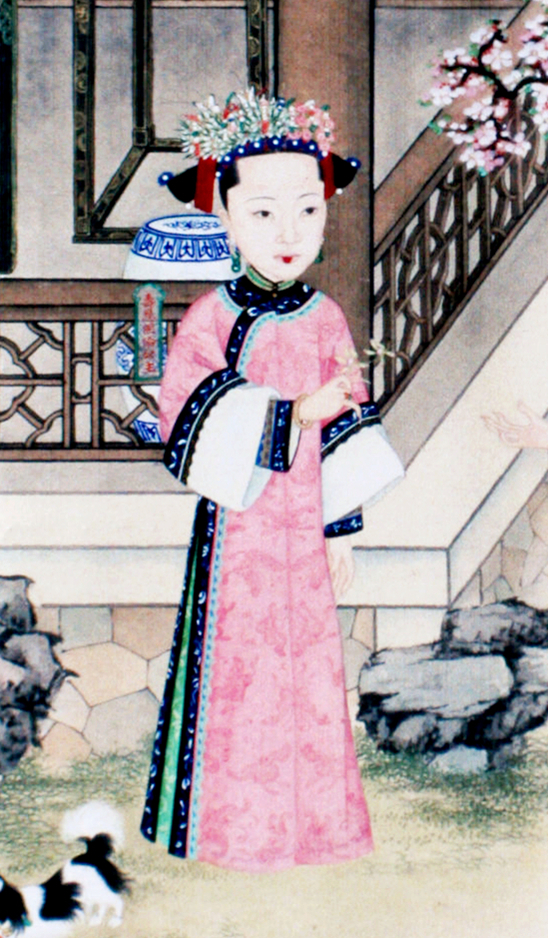
道光时期 寿恩固伦公主
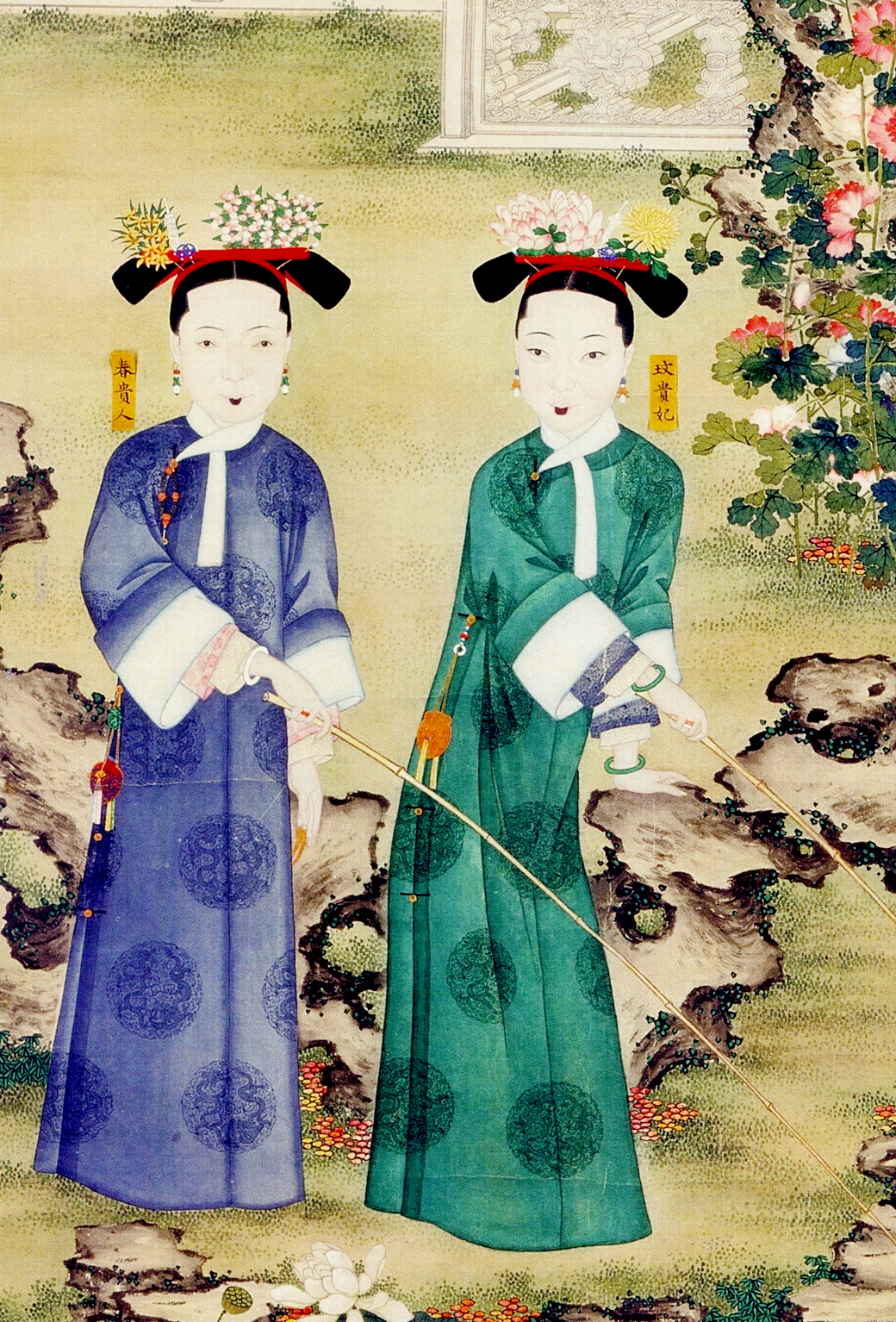
咸丰时期 玟贵妃、春贵人
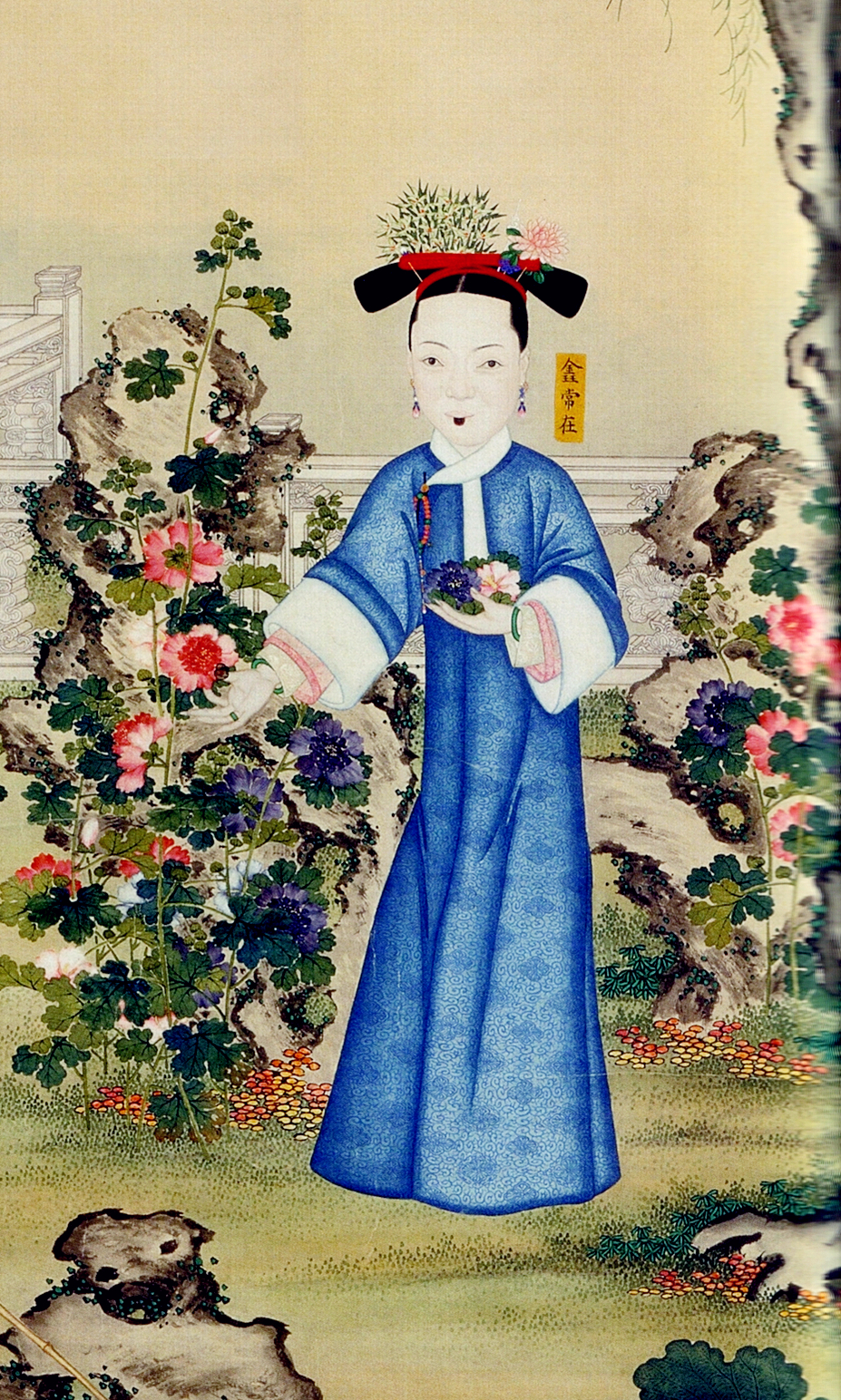
咸丰时期 鑫常在
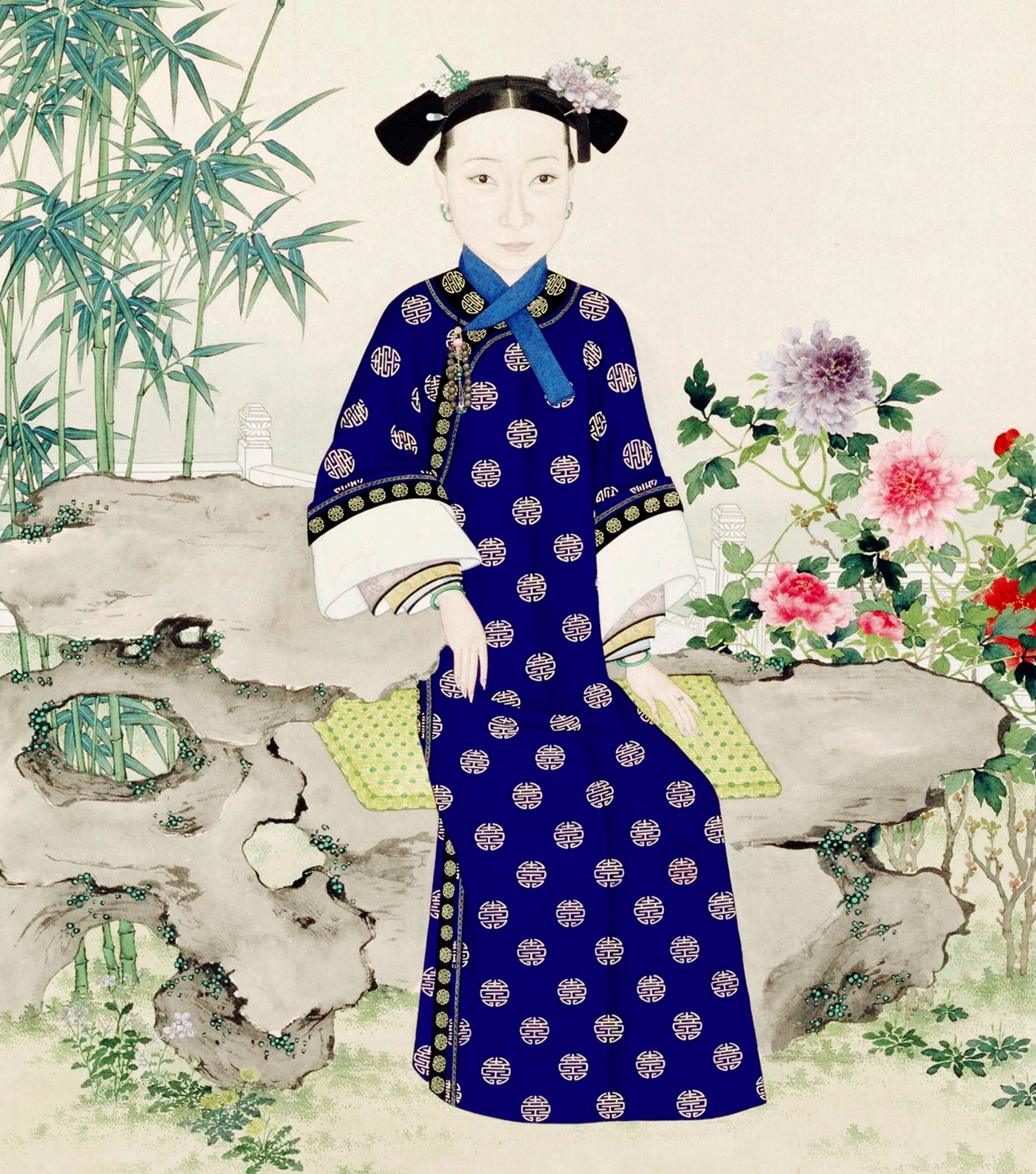
同治时期 慈安太后
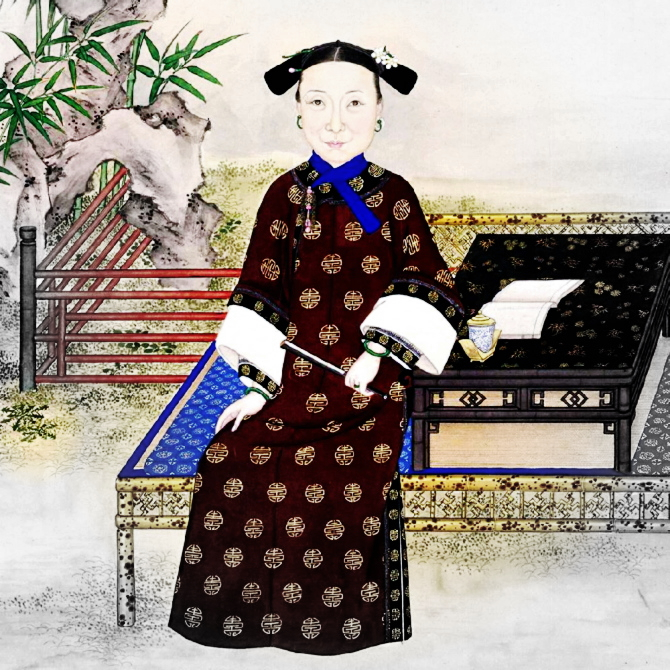
同治时期 慈禧太后
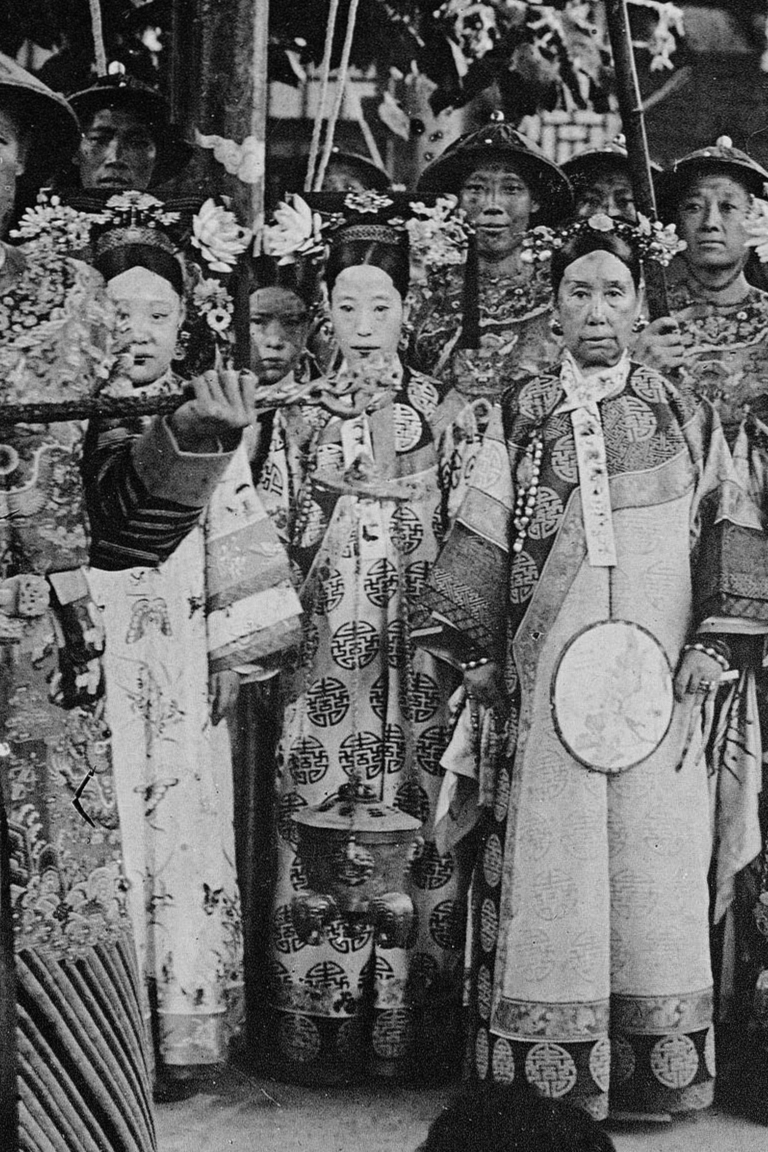
光绪时期 慈禧、隆裕、瑾妃
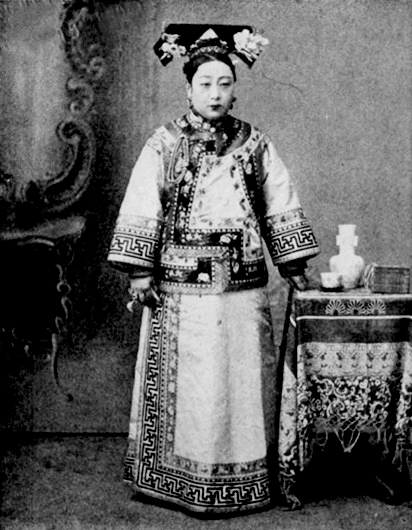
光绪时期 毓朗贝勒福晋
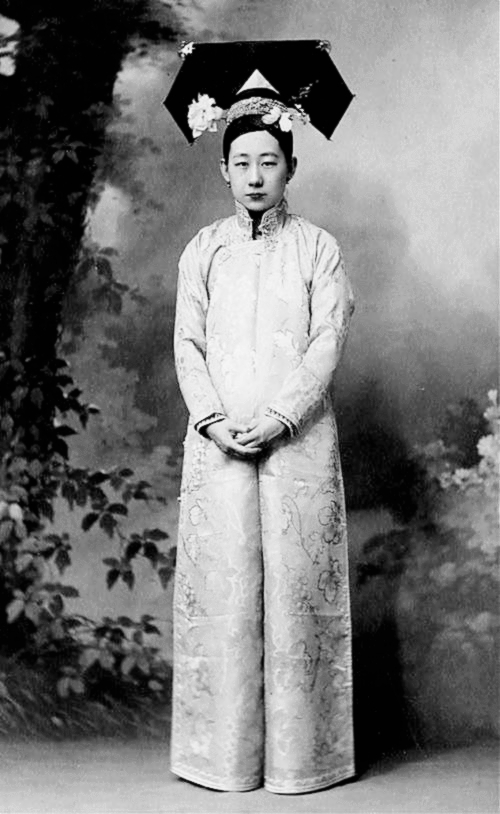
光绪时期 恒香
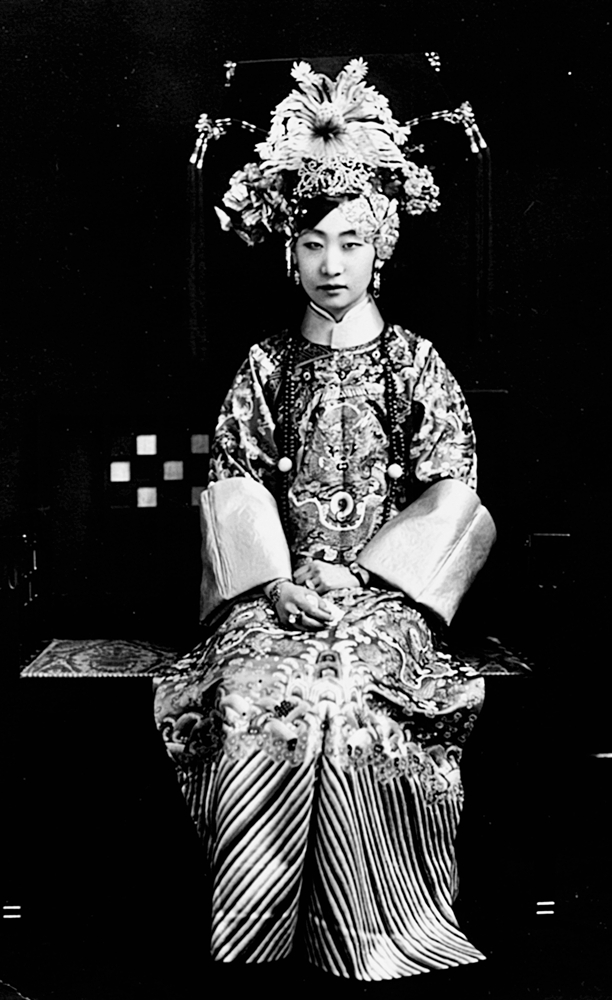
光绪时期 恒馥
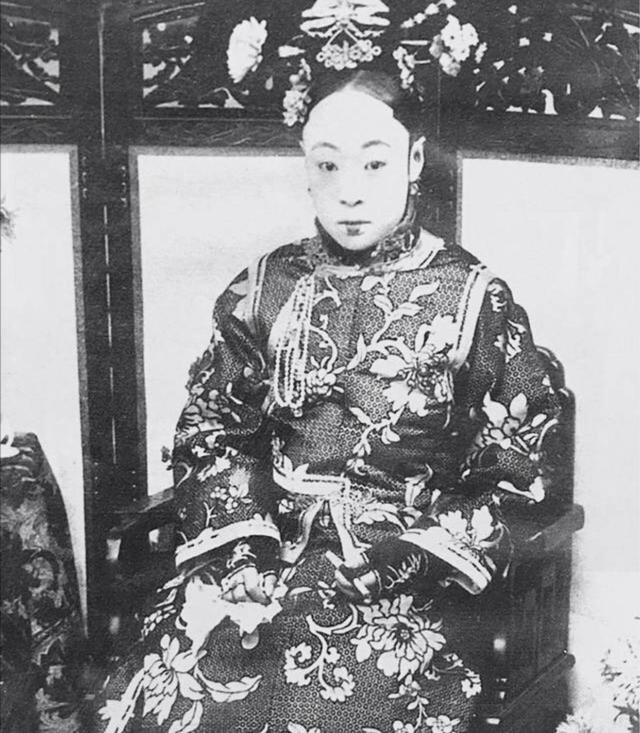
民國时期 幼蘭
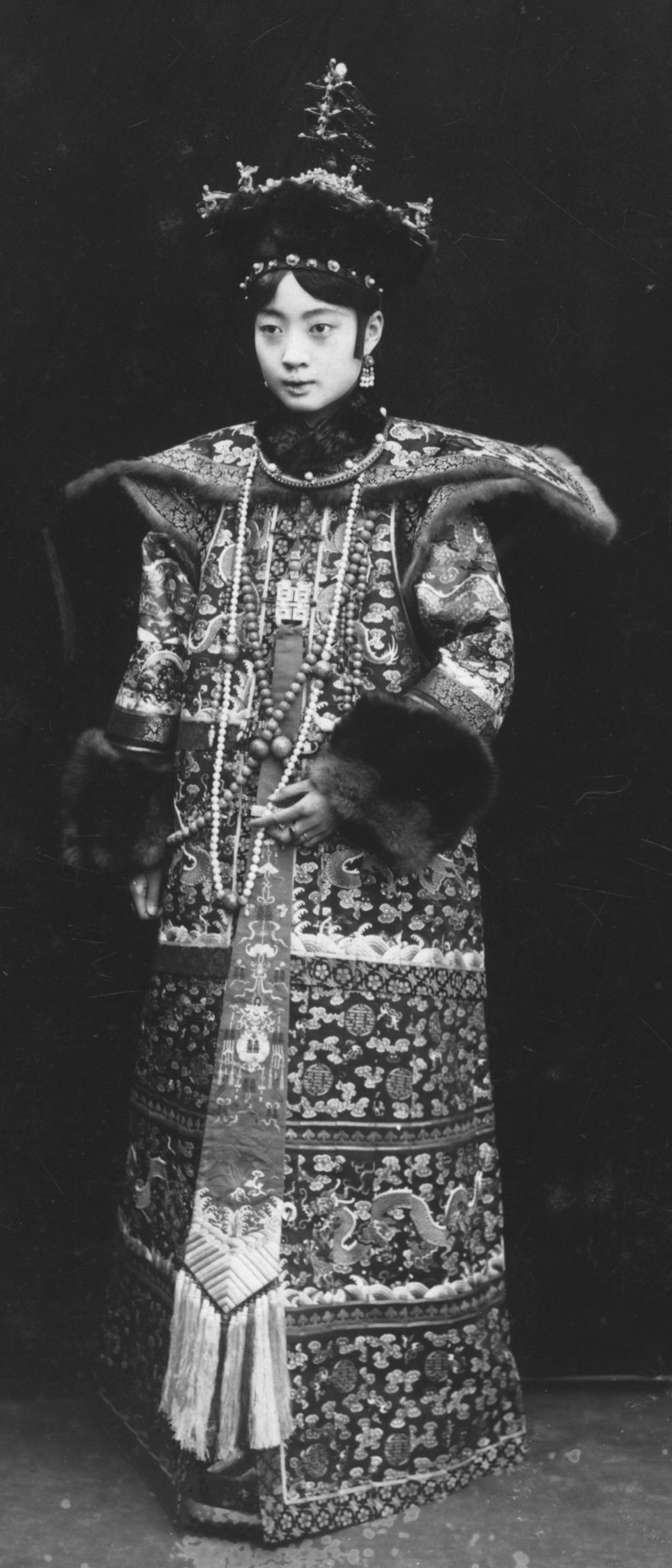
婉容结婚时照片，身穿朝服、佩戴朝冠
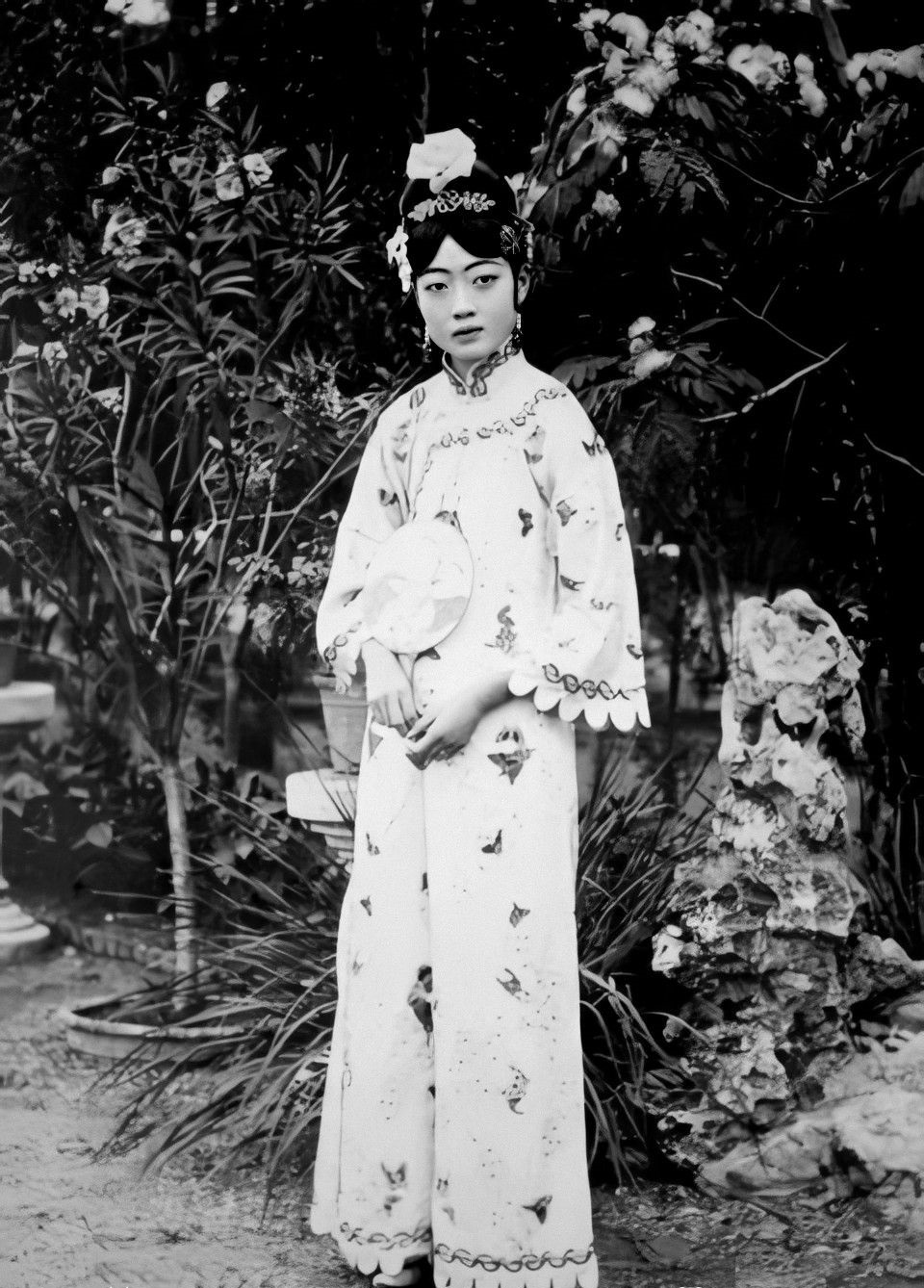
穿著滿族長袍、戴鈿子的滿洲國皇后婉容
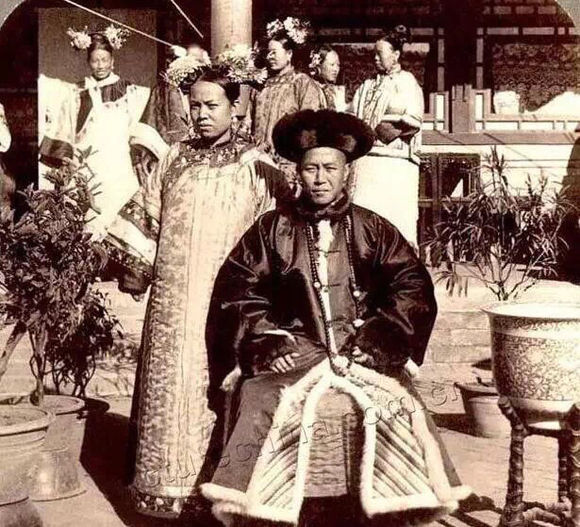
冬天的旗装

### 1950年代至今
中華人民共和國成立初期，中共並沒有過多干預國內包括滿族以內少數民族的文化。文化大革命期間，滿族有否因其族群背景而被批鬥，歷來說法不一，據滿族作家老舍所述，因為寫一本敍述滿人生活的書《正紅旗下》而受迫害，最後被迫自殺。而專研滿族史的學者閻崇年說:「北京的故清宗室、王公貴族、軍政官員及其後裔等，幾乎無例外地在『文革』中受到衝擊。他們被抄家、揪鬥、勞改、下放，倍受折磨，無一倖免。」包括服飾在內的滿族傳統文化也受到打壓，同樣稱為「旗袍」的傳統滿式長袍與近代旗袍皆被視為「四舊」，成為鎮壓的對象。
文革結束後，中華人民共和國政府推行民族成份恢復政策，不少滿族人得以恢復原有民族身份。改革開放後，中國推出了《民族區域自治法》，制訂不少優惠少數民族的政策法規，對更改為少數民族成份起到了推波助瀾的作用。一些滿族人亦想恢復傳統服飾文化，於是復興包括長袍在內的滿族服裝。一些滿族學校舉辦活動讓學生穿上滿族服裝上課。
近年因為清宮劇流行，也有不少非滿族人對滿族服裝產生興趣，因此有滿族人在本民族傳統節日和祭祖时穿上滿族長袍。此外，在中華人民共和國全國人民代表大會，也有滿族人大代表穿著滿族服飾出席。

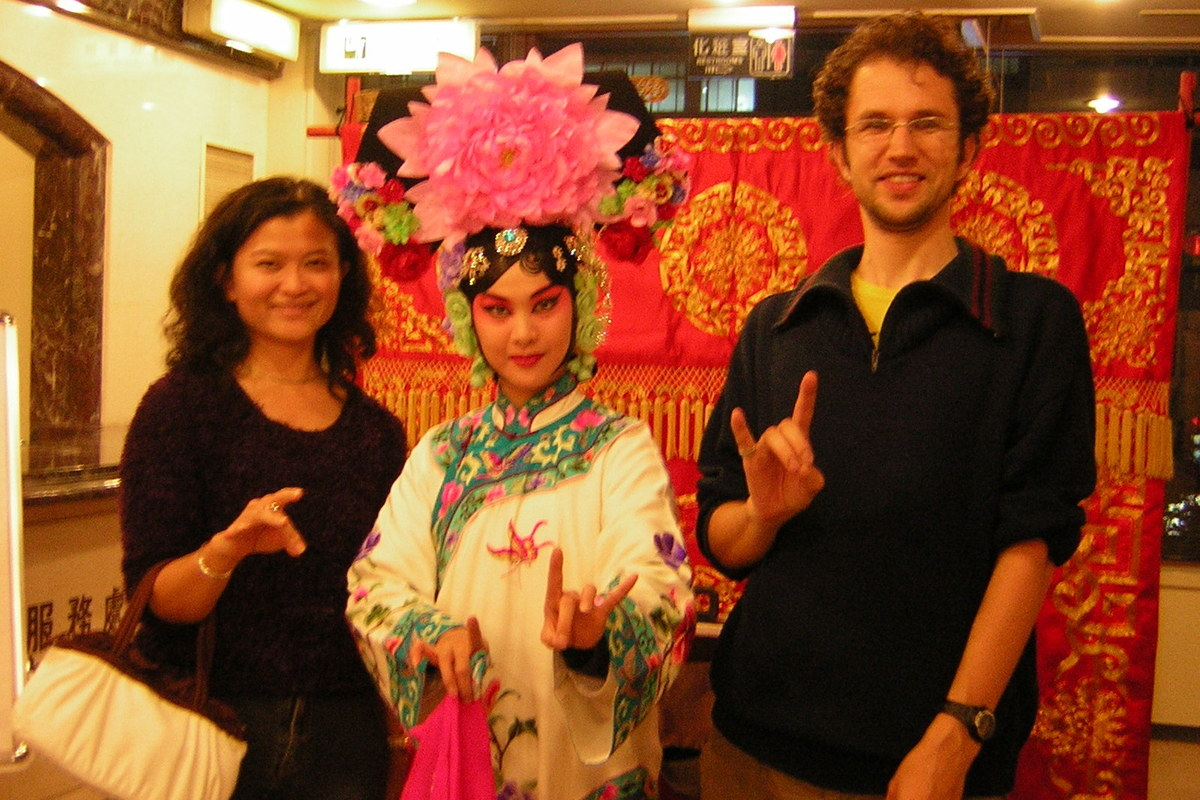
2009年拍摄，身穿旗装、佩戴大拉翅的京剧女演员。京剧传统上，以旗头（大拉翅）、旗装装扮少数民族女性角色。即使她们非清朝人，亦非满族人。
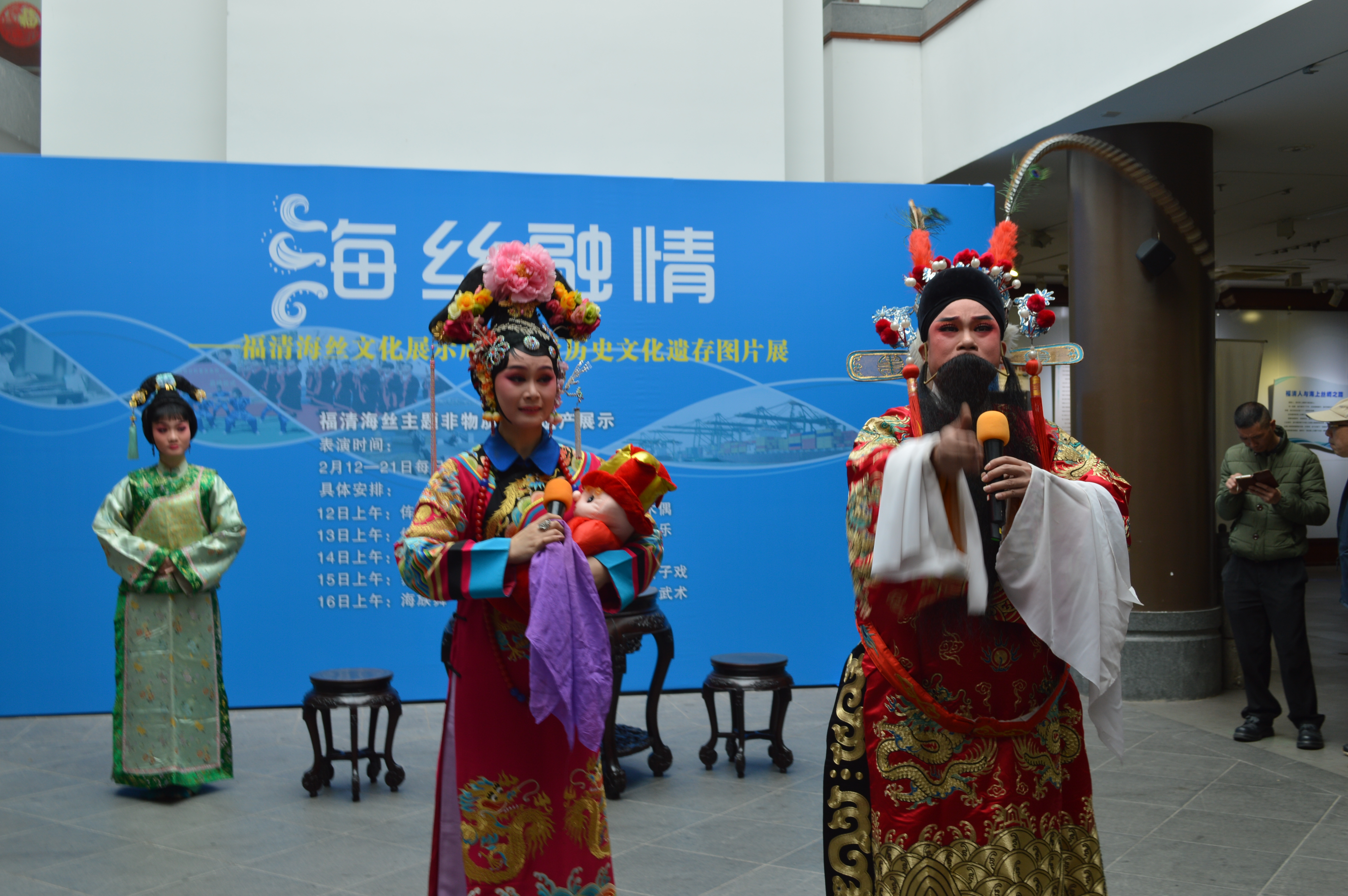
2018年闽剧《四郎探母》演出照片。与京剧类似，铁镜公主穿着清朝命妇的吉服、佩戴大拉翅。她的侍女亦穿着旗装。虽然她们是辽朝契丹人。
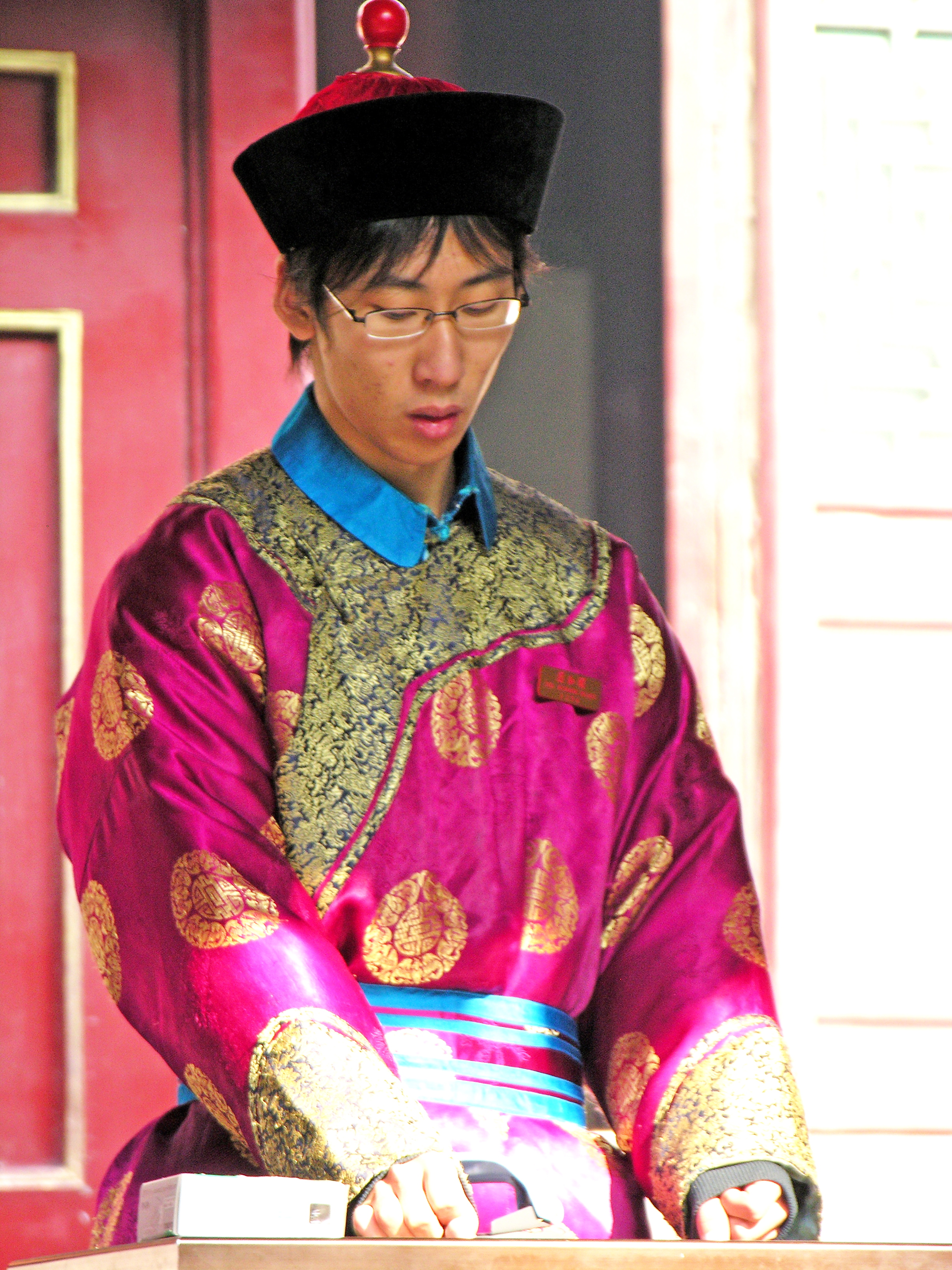
2006年拍摄，北京颐和园的工作人员。
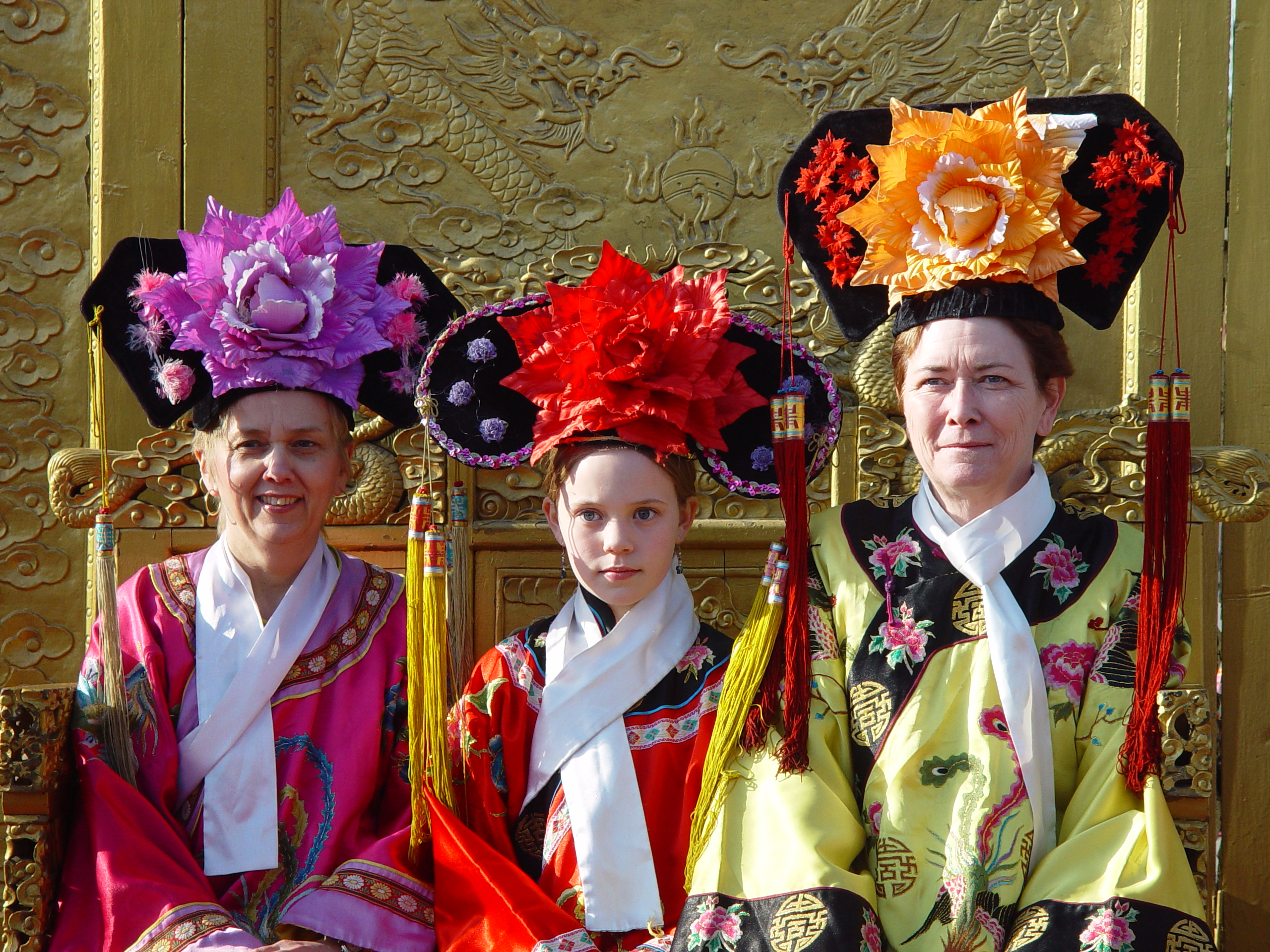
2005年拍摄，外籍游客在北京旅游景点的清宫装扮。